# Феодосия
Феодо́сия (укр. Феодосія, крымскотат. Kefe, Кефе) — город в Крыму, расположенный в юго-восточной части Крымского полуострова на побережье Чёрного моря.
Административный центр городского округа Феодосия (Феодосийского горсовета).

## Этимология
Название «Феодосия» в переводе с древнегреческого языка означает «Богом данная». Поселение основано в VI веке до н. э. греками, которые дали ему название «Феодосия» (греч. Θεοδοσία). В XIII веке на месте Феодосии было основано генуэзское селение Кафа (итал. Caffa, тур. Kefe, крымскотат. Kefe), которое в 1475 году было завоёвано османами. В 1783 году, после присоединения Крыма к Российской империи Кафа была переименована в «Феодосию»; с 1787 года поселение получило статус города.

## История

### Основание города

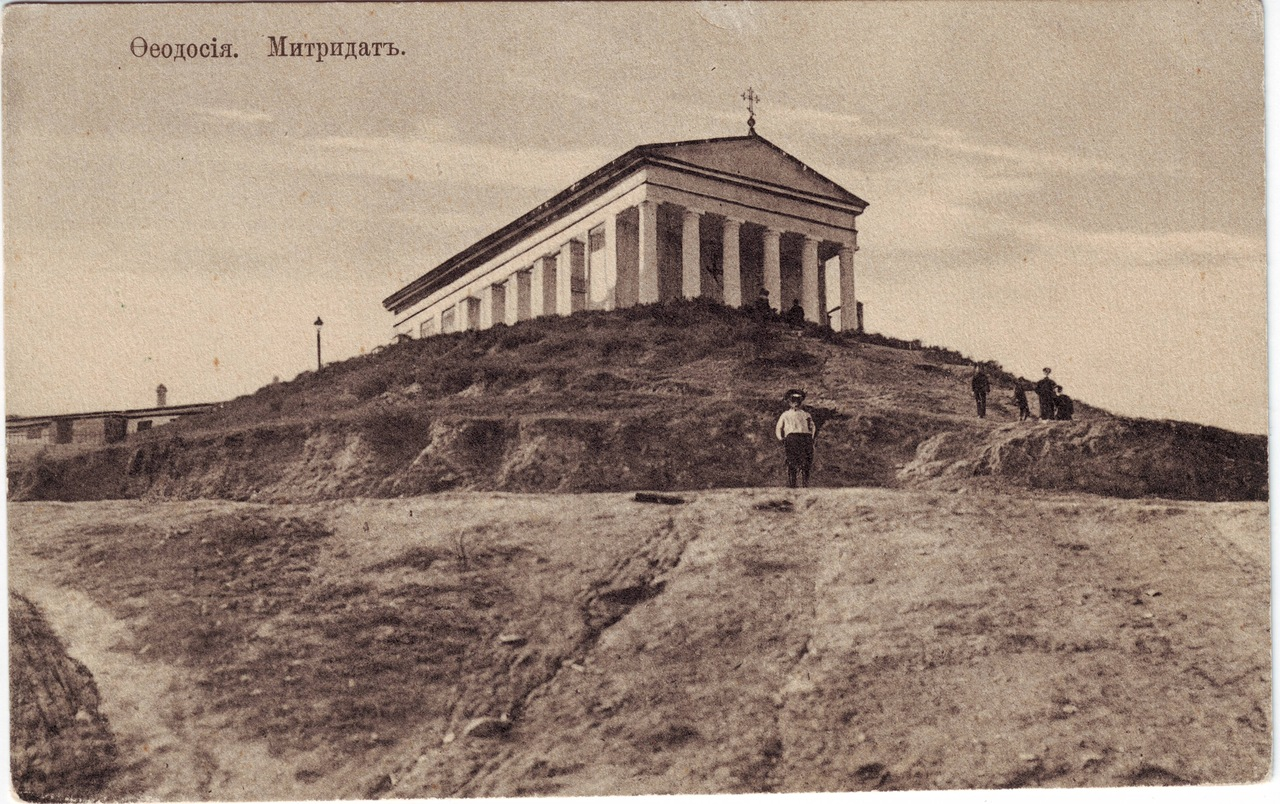
Музей древностей на горе Митридат (до 1941)

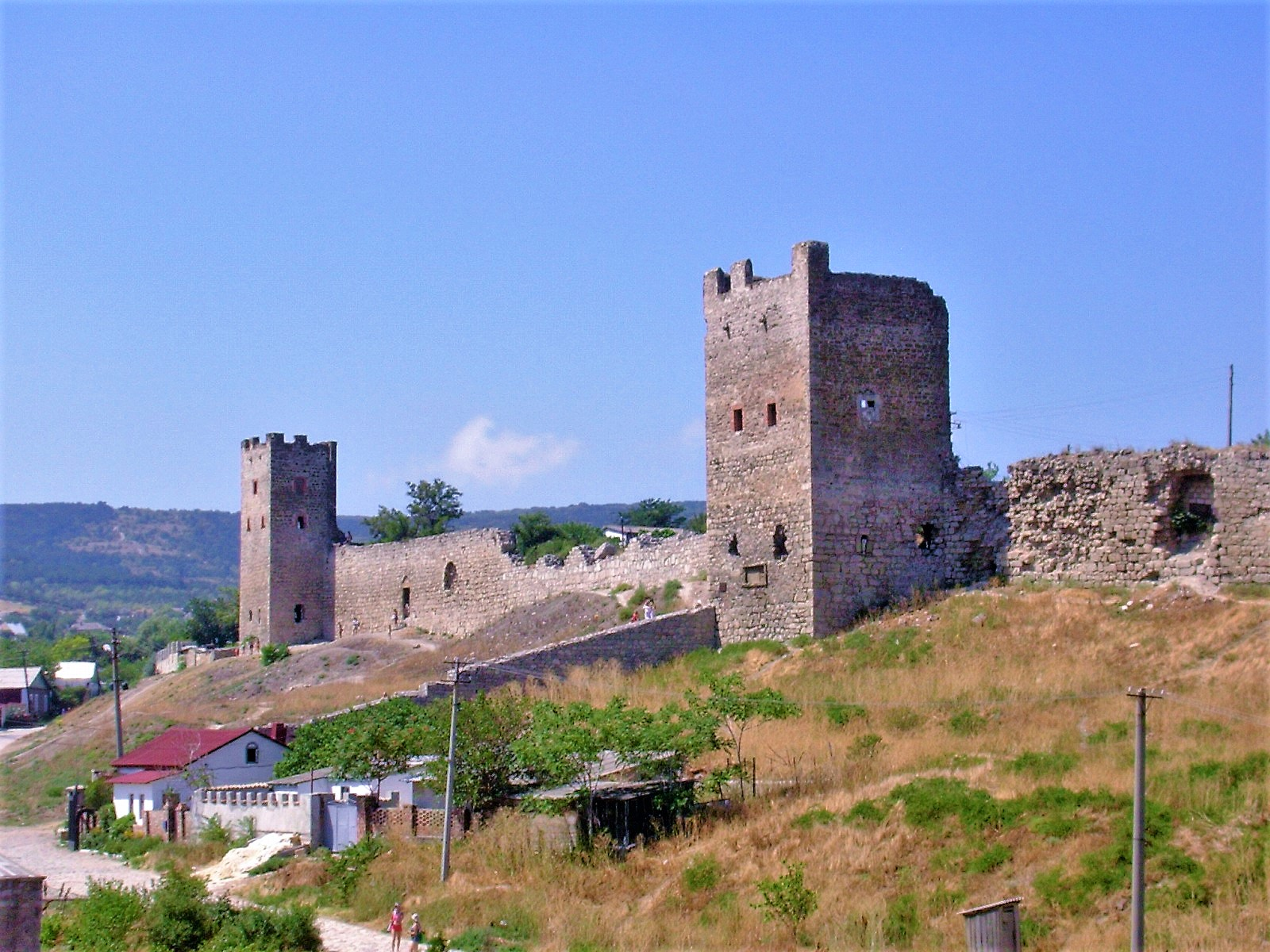
Генуэзская крепость

Город был основан греками из Милета в VI веке до н. э. С 355 года до н. э. Феодосия входила в состав Боспорского царства. Разрушен гуннами в IV веке н. э. В V веке город перешёл под контроль Римской (Византийской) империи, в VI веке был захвачен хазарами, а затем вновь отошёл к Византии. На протяжении следующих веков существовал как небольшое селение, попавшее в XIII веке под влияние Золотой Орды. Впоследствии выкуплен генуэзскими купцами.

### Генуэзский период
Генуэзцы создали процветающий торговый портовый город Каффа, который служил главным портом и центром управления всех генуэзских колоний в Северном Причерноморье. В этот период город переживал свой расцвет. Население города превышало 70 тысяч человек, в городе действовали филиал банка св. Георгия и театр. Имелся свой монетный двор, где чеканились монеты. Генуэзцы поддерживали союзнические отношения с золотоордынскими ханами. Генуэзская администрация имела полное самоуправление в стенах городов и назначала особого префекта из уроженцев Крыма для управления сельским округом кафинских владений, администрация подчинялась высшему совету в Генуе.
В 1346 году вследствие испортившихся отношений с Золотой Ордой Каффа была осаждена войсками хана Джанибека. После того, как в ордынском войске началась чума, хан приказал с помощью катапульт забрасывать трупы умерших от болезни в Каффу, где немедленно началась эпидемия. Осада окончилась ничем, так как ослабленное болезнью войско вынуждено было отступить.
Кафа же явилась исходной точкой распространения самой смертоносной пандемии в истории Европы — Чёрной смерти.
К середине XV века Каффа превзошла по размерам Константинополь.

### Османский период
В 1475 году Каффа вместе со всеми генуэзскими владениями была завоёвана османскими войсками, во главе которых стоял полководец Гедик Ахмед-паша. С османским завоеванием связаны названия двух хребтов к юго-западу от Феодосии — Биюк- и Кучук-Янышары (большой и малый янычары). Кефе (так турки называли Каффу) стал одним из главных турецких портов на Чёрном море, здесь находился крупнейший в Северном Причерноморье невольничий рынок, где ежегодно продавались тысячи невольников, захваченных крымскими татарами во время набегов на польские и русские города и селения. В османскую эпоху город часто называли Кючюк-Истанбул — Маленький Стамбул и Крым-Стамбул, подчёркивая его важность и большое население.
В 1616 году казаки Войска Запорожского под руководством гетмана Петра Сагайдачного внезапным штурмом взяли турецкую крепость Кафу, разгромили турецкий гарнизон из 500 человек и освободили несколько тысяч пленных. В 1682 году в городе насчитывалось 4000 домов: 3200 мусульманских и 800 христианских. При турецком владычестве значение города понемногу снижалось, хотя он оставался укреплённым пунктом, однако сильно обезлюдел. Важным промыслом в окрестностях Кафы была добыча самосадной соли в естественных лиманах.

### В составе Российской империи

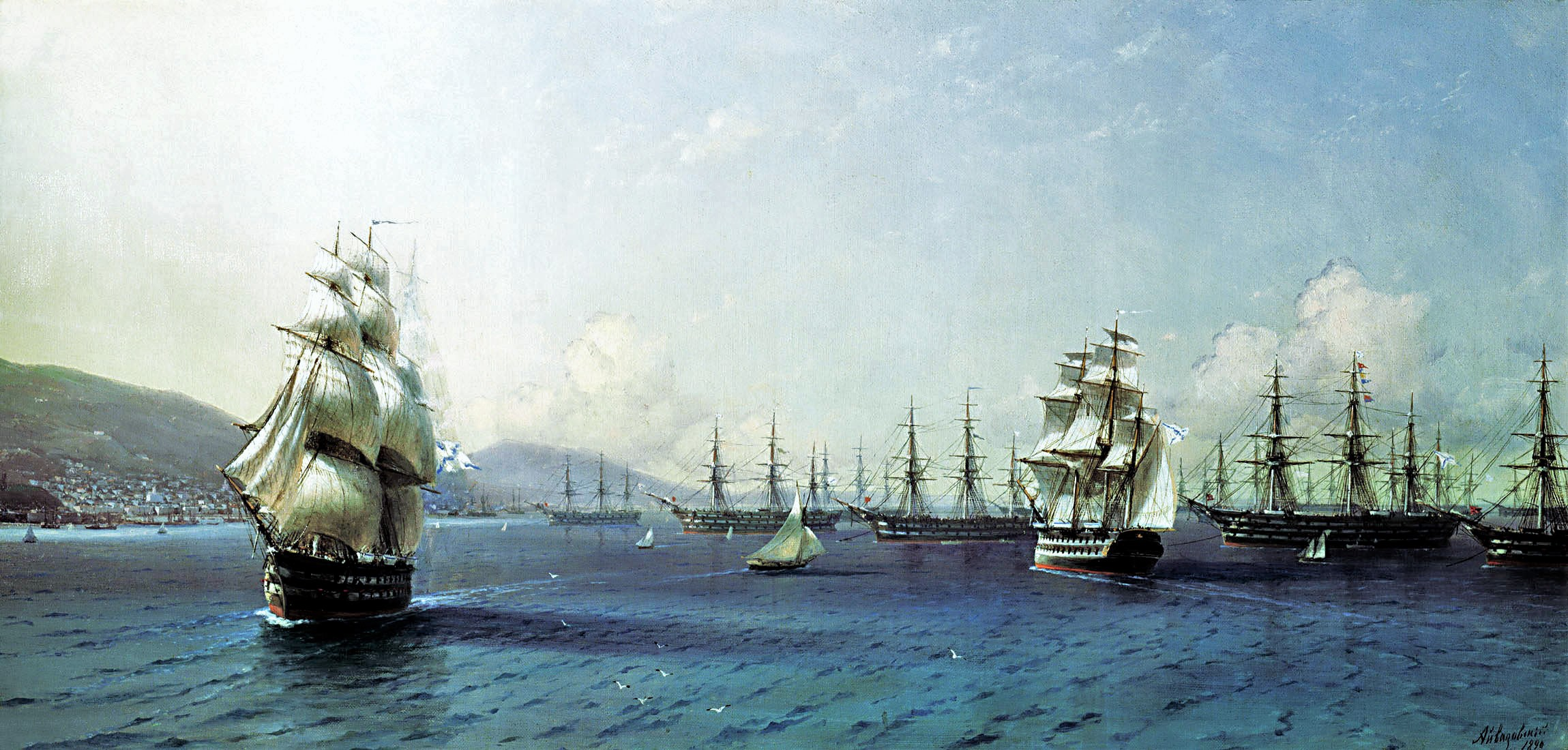
И. Айвазовский. «Черноморский флот в Феодосии»

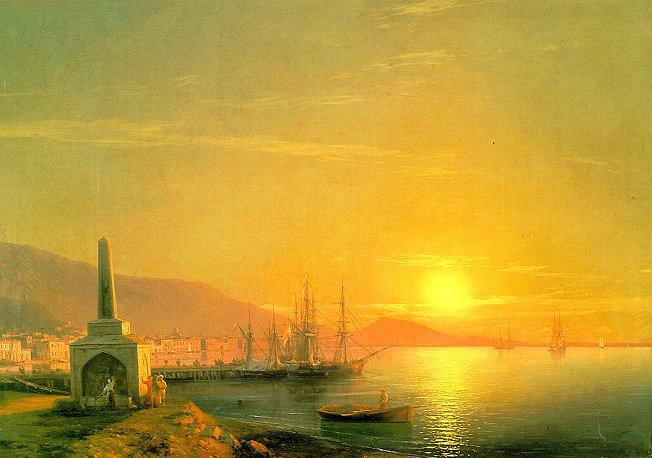
И. Айвазовский. «Феодосийский залив» (1855 г.)

В 1771 году русские войска взяли крепость Каффу приступом. Последний формально независимый крымский хан Шахин Герай устроил здесь монетный двор и начал строительство дворца. В 1783 году императрица Екатерина II своим манифестом включила весь Крым в состав России; в 1784 году полуостров был включён в состав Таврической области. В 1787 году, в конце своего известного путешествия в Крым, город посетила императрица Екатерина II.
На Таврическом монетном дворе в Каффе в тот же день выбили медали с надписью о посещении этого города Екатериной и эрцгерцогом Австрии и императором Священной Римской империи Иосифом II Габсбургом. Город тогда находился в упадке от русского разорения 1771 года и вдобавок пострадал от соперничества с Таганрогом. Современники отмечали, что руины города произвели на императрицу глубокое впечатление.
С 1796 года — в составе Новороссийской губернии; в 1798 году объявлен на 30 лет порто-франко; в 1802 году сюда переведены уездные учреждения, и сам город выделен в особое градоначальство (упразднённое в 1827); в 1804 году город получил своё древнее название Феодосия. Город получил международный торговый порт, таможню и карантин.
Во время организованного в 1778 году российским правительством переселения христианского населения Крыма в Приазовье, Феодосию покинули 5511 армян, 1648 греков, 24 грузина. Население Феодосии было следующим: в 1829 году — 3700, в 1838 году — 4500, в 1861 году — 8400, в 1874 году — 10600, в 1894 году — 17000 человек.
В августе 1820 года в городе проездом был Александр Сергеевич Пушкин. Он останавливался в гостях у отставного градоначальника Семена Михайловича Броневского, которого Пушкин в письме к брату назвал «человеком почтенным по непорочной службе».

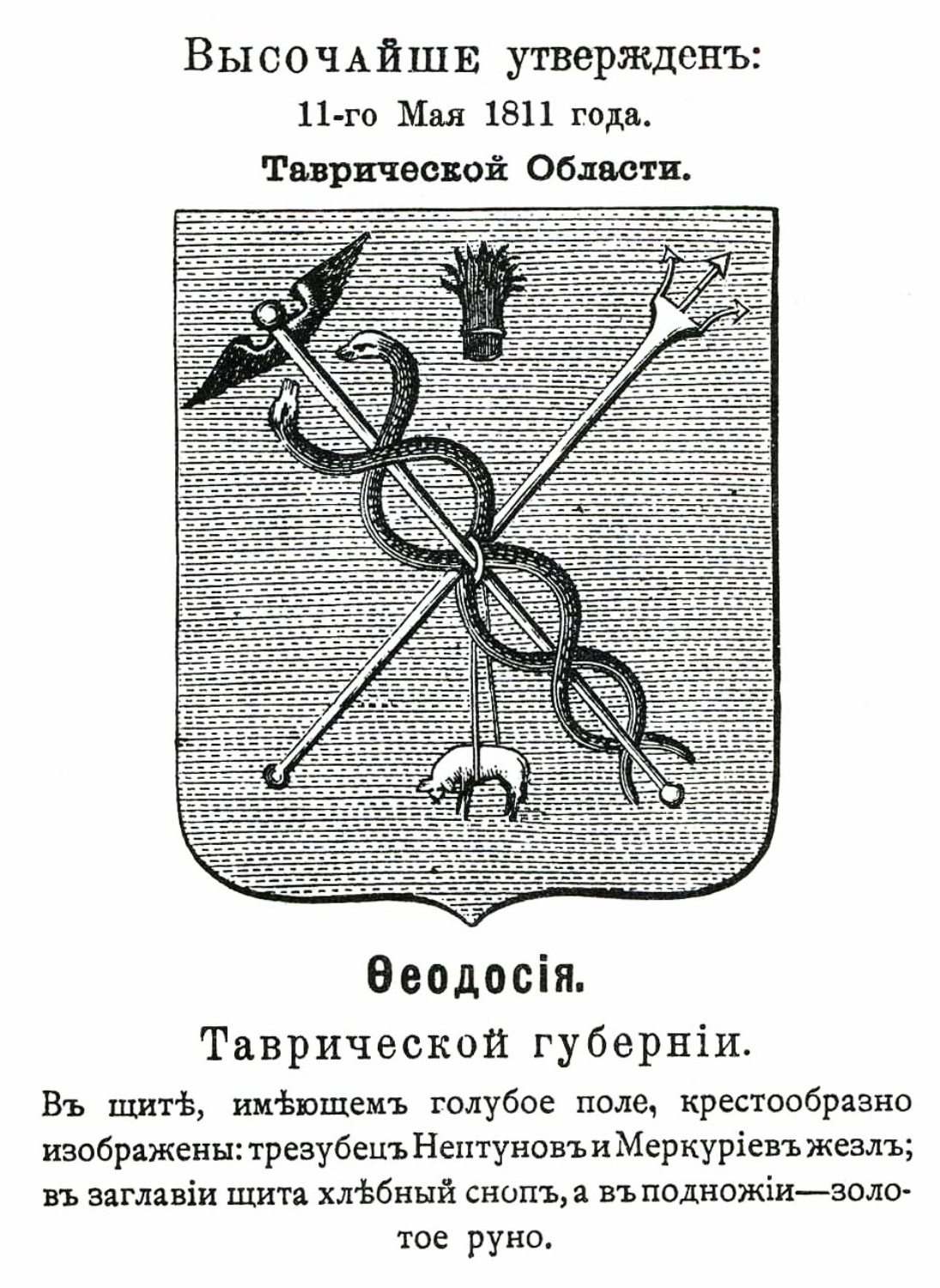
Первый герб Феодосии. Утвержден в 1811 г.

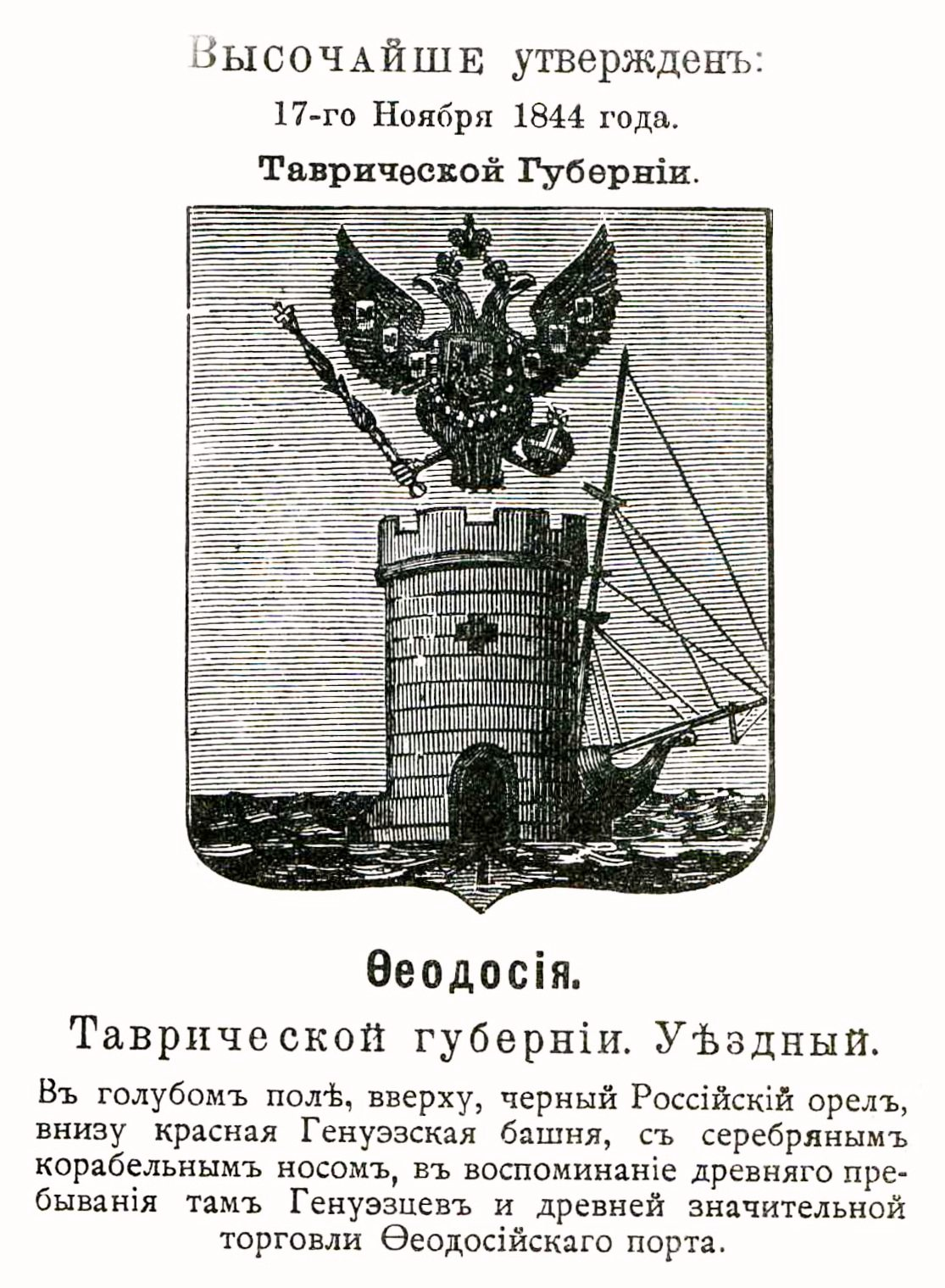
Герб Феодосии и Феодосийского уезда. Утвержден в 1844 г.

В XIX веке в городе жил и работал великий уроженец Феодосии художник-маринист Иван Константинович Айвазовский, талант которого в юности разглядел феодосийский градоначальник Александр Иванович Казначеев, способствовавший получению Айвазовским художественного образования. Иван Константинович, став известным художником, помогал деньгами городу; он открыл в городе школу искусств и картинную галерею, построил на горе Митридат новое здание для Феодосийского музея древностей. Художник выступал за расширение Феодосийского порта, что и было сделано. В 1887 году на его деньги были начаты работы по прокладке водопровода из Субашского источника. В 1900 году Айвазовский скончался в Феодосии на 83 году жизни и был похоронен во дворе местной армянской церкви Сурб Саркис (Святого Сергия). И. К. Айвазовский стал первым, кому было присвоено звание почётного гражданина Феодосии.

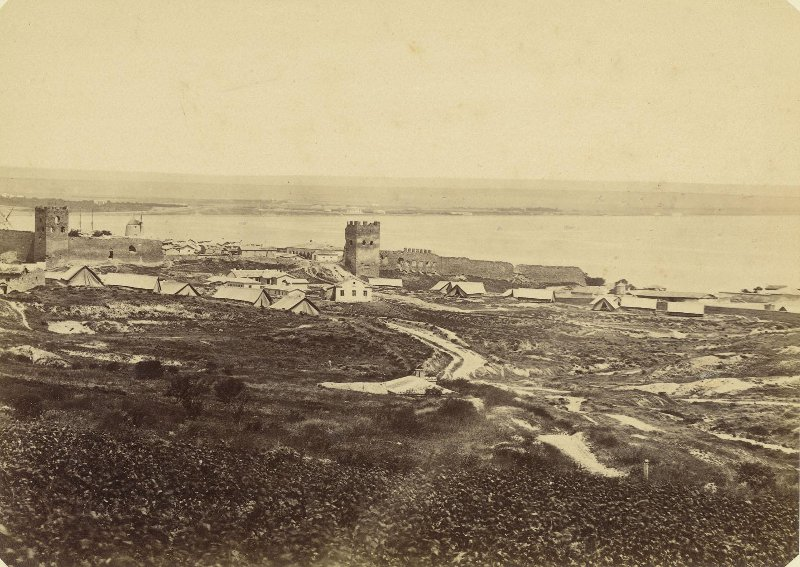
Феодосия. Лагерь у генуэзской крепости. 1883 г.

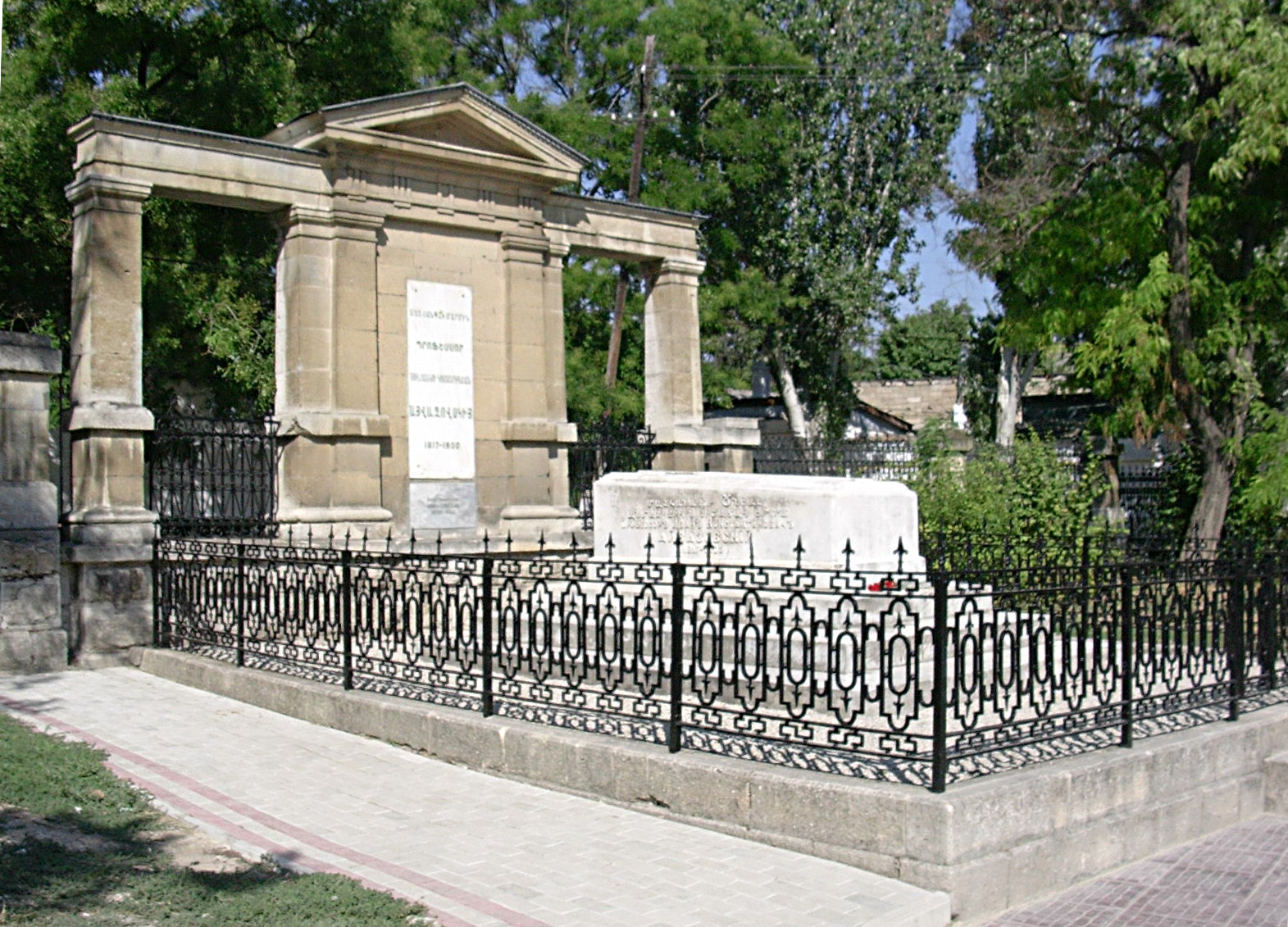
Могила И. К. Айвазовского во дворе армянской церкви Сурб-Саркис

В 1888 году Феодосию посетил Антон Павлович Чехов. В письме своей сестре Марии он так описывает город:
Утром в 5 часов изволил прибыть в Феодосию — серовато-бурый, унылый и скучный на вид городишко. Травы нет, деревца жалкие, почва крупнозернистая, безнадежно тощая. Всё выжжено солнцем, и улыбается одно только море, которому нет дела до мелких городишек и туристов. Купанье до того хорошо, что я, окунувшись, стал смеяться без причины.
В 1892 году в Феодосию была проведена железнодорожная ветка из Джанкоя, а в 1899 году из Севастополя переведён коммерческий порт. Это способствовало промышленному развитию и росту города. Согласно Всероссийской переписи населения 1897 года в Феодосии насчитывалось 24 096 жителей (13 983 мужчины и 10 113 женщин), в том числе (по критерию родного языка) русских — 11 288 (46,85 %), татар — 4 526 (18,78 %), евреев — 2 736 (11,35 %), украинцев — 1 846 (7,66 %), греков — 1 280 (5,31 %), армян — 880 (3,65 %), поляков — 598 (2,48 %), немцев — 311 (1,29 %), белорусов — 150 (0,62 %), турок — 130 (0,54 %), других национальностей — 351 (1,46 %). При переписи не задавался вопрос об этнической принадлежности, но лишь о родном языке (наречии) и вероисповедании, поэтому 1139 караимов были учтены как носители татарского языка (что составило свыше 25 % всех «татар» по языку), а 93 — как носители русского языка; всего караимов по вероисповеданию было учтено 1233 человека. Из 3109 человек исповедующих иудаизм 245 лиц были учтены как носители русского языка, 127 как носители татарского языка и 2727 как носители еврейского языка.

### Революция и Гражданская война

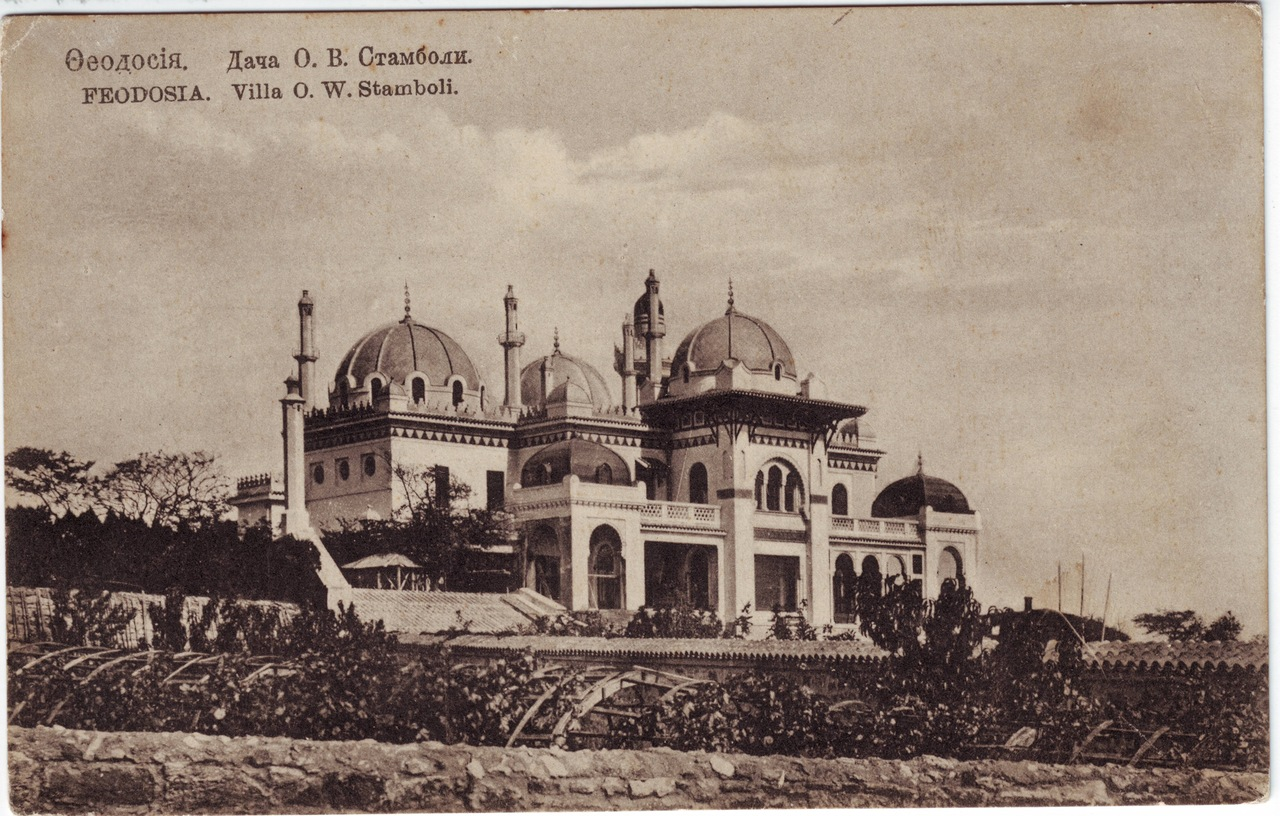
Феодосия. Дача О. В. Стамболи. Нач. XX века.

Находясь в общем русле крымской истории, Феодосия испытывала общие проблемы Гражданской войны: голод, безработицу, репрессии, частую смену правительств. Непосредственно с Феодосией связаны бои частей советской Республики Тавриды против австро-германских, англо-французских войск и воинских частей Белого движения. В 20-х числах апреля 1918 года 2-й Феодосийский полк предпринял попытку контрнаступления, сковавшую немецкие части на несколько дней. В 1920 году в Феодосию переехал Антон Иванович Деникин, командовавший в то время Вооружёнными силами Юга России; его ставка в Феодосии располагалась в здании гостиницы «Астория». В последующий период врангелевского правления в Феодосии действовал большевистский отряд Ивана Назукина, 28 участников которого были разоблачены контрразведкой и казнены в начале 1920 года.
Окончательно советская власть в Феодосии была установлена в ноябре 1920 года. После окончания гражданской войны портовики, вчерашние бойцы Красной Армии, участники боёв за Крым, начали восстановление Феодосийского порта. Во время голода в Советской России зерно и продовольственные товары из-за границы поступали через порт Феодосии. В течение года грузчики Феодосийского порта, также голодные и обессиленные, разгрузили 5 880 тысяч пудов продовольствия. За этот подвиг решением Центрального исполнительного комитета 19 марта 1923 года Феодосийский порт был награждён высшей наградой Советской России — орденом Трудового Красного Знамени РСФСР. В первые годы советской власти город переживал упадок: население уменьшилось с 35,4 тыс. человек в 1921 году до 28,7 тыс. в 1926 году. В годы пятилеток Феодосия развивалась в первую очередь как промышленный центр.

### Великая Отечественная война

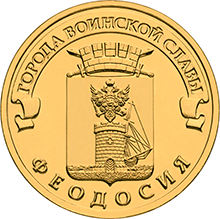
Памятная монета Банка России номиналом 10 рублей (2016) из серии «Города воинской славы»

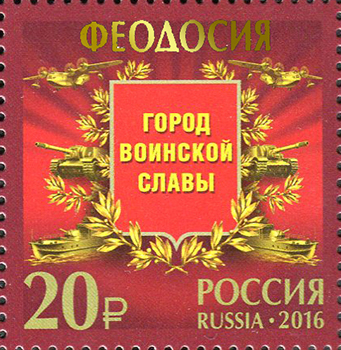
Почтовая марка России (2016). Феодосия-город воинской славы.

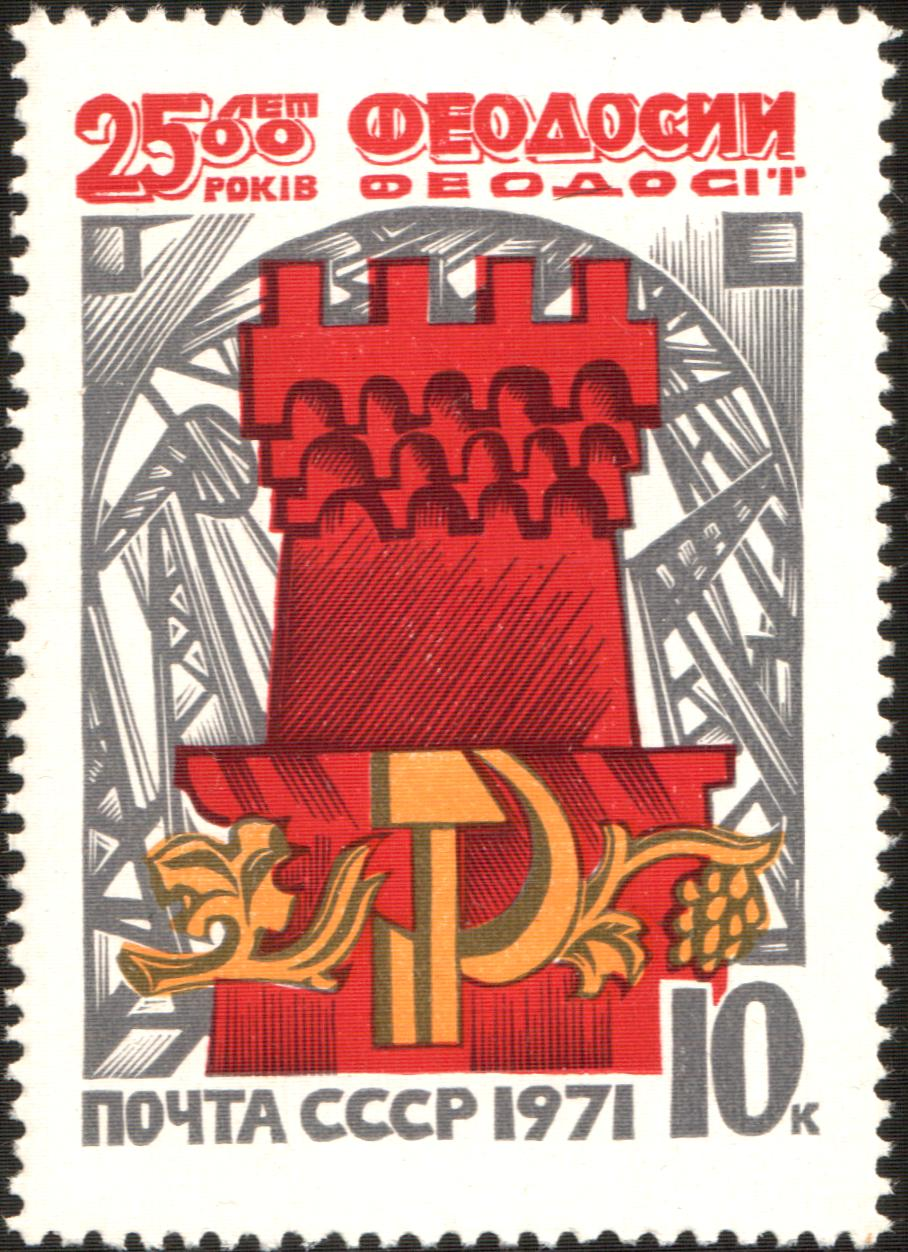
Почтовая марка СССР 1971 год: «Феодосии 2500 лет».

В первый раз немецкие войска заняли Феодосию в ноябре 1941 года. Бургомистром города стал бывший активный член ВКП(б) Василий Грузинов. В городе было создано еврейское гетто.
26—30 декабря в порту Феодосии был высажен крупный десант Красной Армии. На три недели город вновь стал советским. Грузинов не успел сбежать с немецкими войсками, был задержан местными жителями, передан армейскому особому отделу и расстрелян.
18 января 1942 года город был вновь занят немецкими войсками. Окончательно Феодосия была освобождена 13 апреля 1944 года в ходе общего наступления Красной Армии.
Тяжёлые бои привели к разрушению значительной части Феодосии. В городе действовало антифашистское подполье. Во время оккупации было расстреляно более 8 тыс. феодосийцев, в том числе все евреи города (3248 человек). Общее количество убитых, замученных и вывезенных в рабство в Германию жителей Феодосии составляет 11 300 человек. После распада СССР был поставлен памятник погибшим, который был осквернён 6 раз, последний раз — 7 апреля 2012 года.
Феодосия награждена орденом Отечественной войны I степени. 6 апреля 2015 года указом Президента РФ Феодосии присвоен статус города воинской славы России.

### Послевоенный период

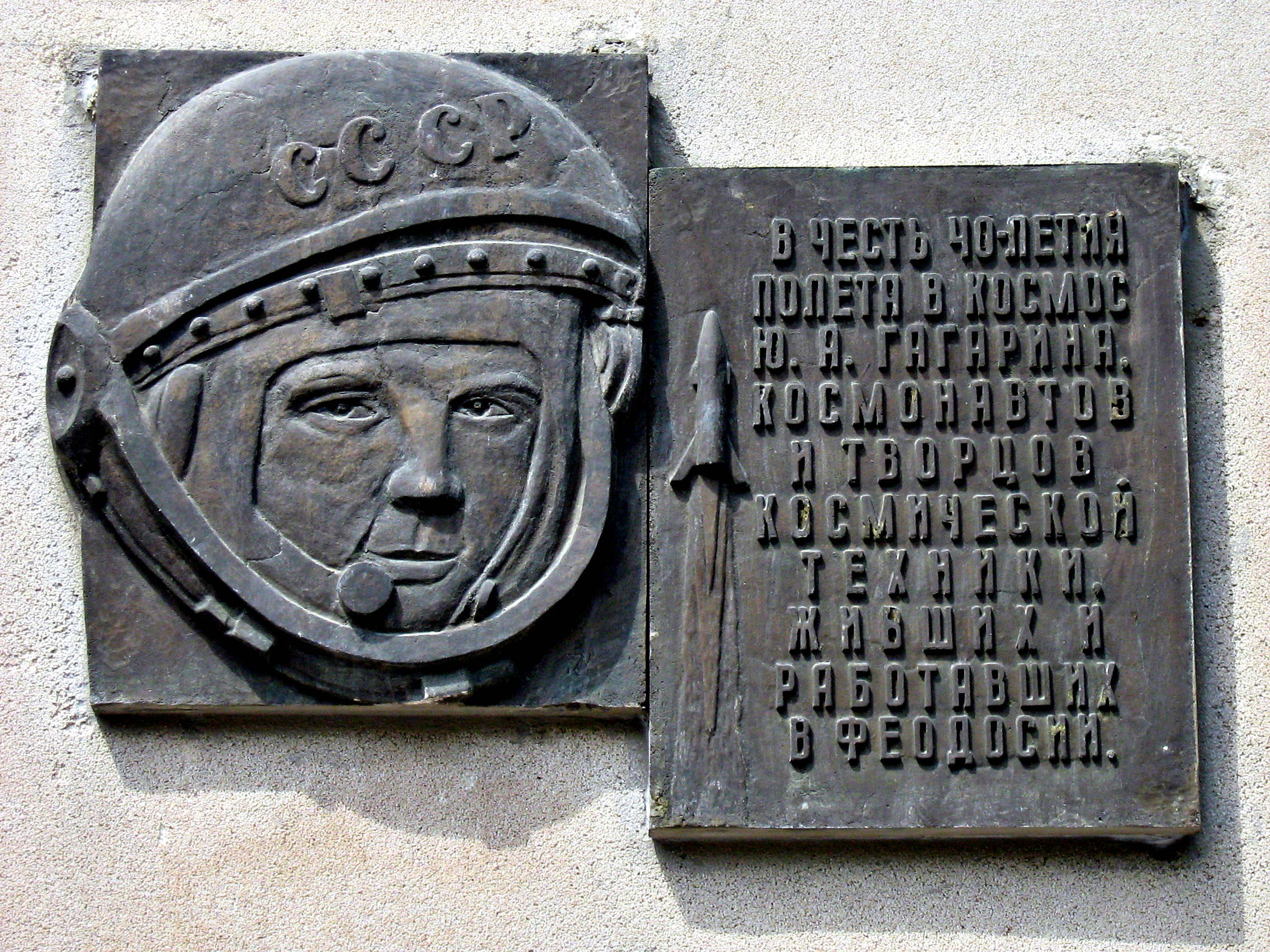
Мемориальная доска на гостинице «Астория».

В 1954 году Феодосия в составе Крымской области была передана из состава РСФСР в состав Украинской ССР. В начале 1970-х годов город получил статус курорта.
В послевоенные годы (1948—1990) в городе был создан мощный потенциал военно-промышленного комплекса (ВПК). В Феодосии-13 находился ядерный арсенал Черноморского флота. Через Феодосийский морской порт производилась отправка грузов на Кубу во время Карибского кризиса. В городе проходили подготовку космонавты первого отряда космонавтов. 57 % трудоспособного населения было занято в ВПК. Были восстановлены промышленные предприятия: табачная фабрика (год основания — 1861), нефтетерминал (1938); построены новые заводы: судостроительные — ФСК «Море» и КТБ «Судокомпозит», где создавались уникальные суда; судоремонтный (1946), приборостроительный, механический (1952), оптический заводы; ЗАО «Феодосийский завод коньяков и вин». На сегодняшний день предприятия ВПК находятся в трудном финансовом положении: большая часть из них практически не работает.

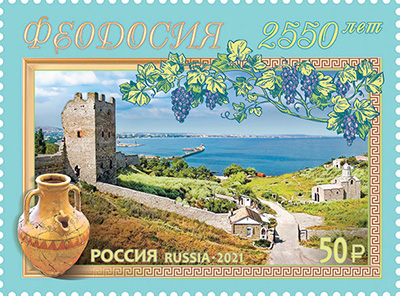
Почтовая марка. 2550 лет городу Феодосии

В 2014 году город, как и вся территория Автономной Республика Крым, был аннексирован РФ.
В ходе российского вторжения в Украину в ночь на 7 октября 2024 года нефтебаза в Феодосии была атакована украинскими дронами (по другим данным — двумя ракетами ATACMS). Согласно Генштабу ВСУ, нефтебаза используется в том числе «для обеспечения потребностей оккупационной армии РФ». Начался пожар. Более 1000 человек эвакуированы. Российские власти не признают, что пожар произошел в результате боевых действий, и называют его «происшествием» и «возгоранием» без упоминания причин.

## Физико-географическая характеристика

### Географическое положение и границы
Феодосия расположена на юго-востоке Крыма на побережье Феодосийского залива и по склонам отрогов хребта Тепе-Оба, который прикрывает город с юго-запада. Хребет, высотой 302 м над уровнем моря, замыкает собой Главную гряду Крымских гор, протянувшуюся вдоль побережья от мыса Айя, близ Севастополя, до мыса Святого Ильи у Феодосии, и обрывается в море крутым глиняным уступом. За несколько последних лет, очертания мыса Святого Ильи значительно изменились по причине проведения на нём частного строительства. Название хребта переводится с крымскотатарского языка соответственно местоположению: Тепе-Оба, дословно — вершина горы, по смыслу — конец гор. По северной части города протекает маловодная река Байбуга, впадающая в море недалеко от железнодорожной станции Айвазовская.

### Орография
Горный хребет Тепе-Оба прикрывает Феодосию с юго-запада, замыкая собой Главную гряду Крымских гор, протянувшуюся вдоль Южного берега Крыма. В сторону моря хребет Тепе-Оба заканчивается мысом Святого Ильи. Высота хребта Тепе-Оба над уровнем моря — 302 м. На северо-западе города расположена гора Лысая (или же Паша-Тепе, «голова Паши»), на большой части которой в шестидесятых годах XX века высажены сосны. Седловина между Тепе-Оба и Лысой представляет собой узкий коридор, позволяющий западным ветрам, дующим со стороны горы Клементьева (хребта Узун-Сырт), разогнаться до значительных скоростей. Из-за этого явления район Челноки (по имени главной улицы Челнокова) общепризнано считается самым ветреным в Феодосии. В то же время, воздушные массы, поднимаясь по балкам и балочкам, которыми изрезана тыльная западная часть Лысой горы, оставляют там значительно больше снега, чем в остальной части города, находящейся в ветровой тени. В весенне-летний период ветровая тень Лысой горы покрывает собой все северные кварталы города, и оканчивается в районе Берегового — Приморского.

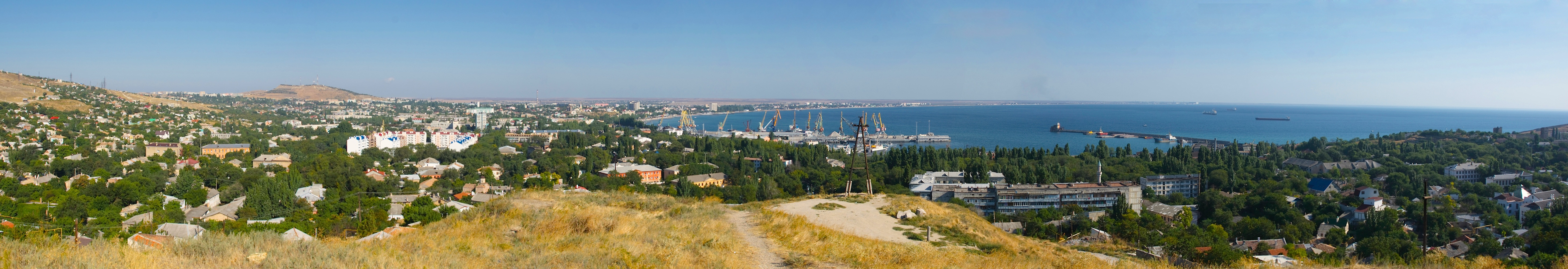
Панорама города Феодосия с горы Тепе-Оба

### Климат
Климат Феодосии близок к климату Симферополя. Однако близость Чёрного моря приближает климат к средиземноморскому, средняя температура круглый год положительная. Поэтому климат Феодосии — промежуточный между степным и субтропическим. Однако, в отличие от Ялты, в Феодосии возможны намного более низкие температуры. Снег лежит в среднем 23 дня в году, постоянный снежный покров бывает только в очень суровые зимы (далеко не каждый год).
Зима очень мягкая, а лето жаркое и засушливое.

## Политика

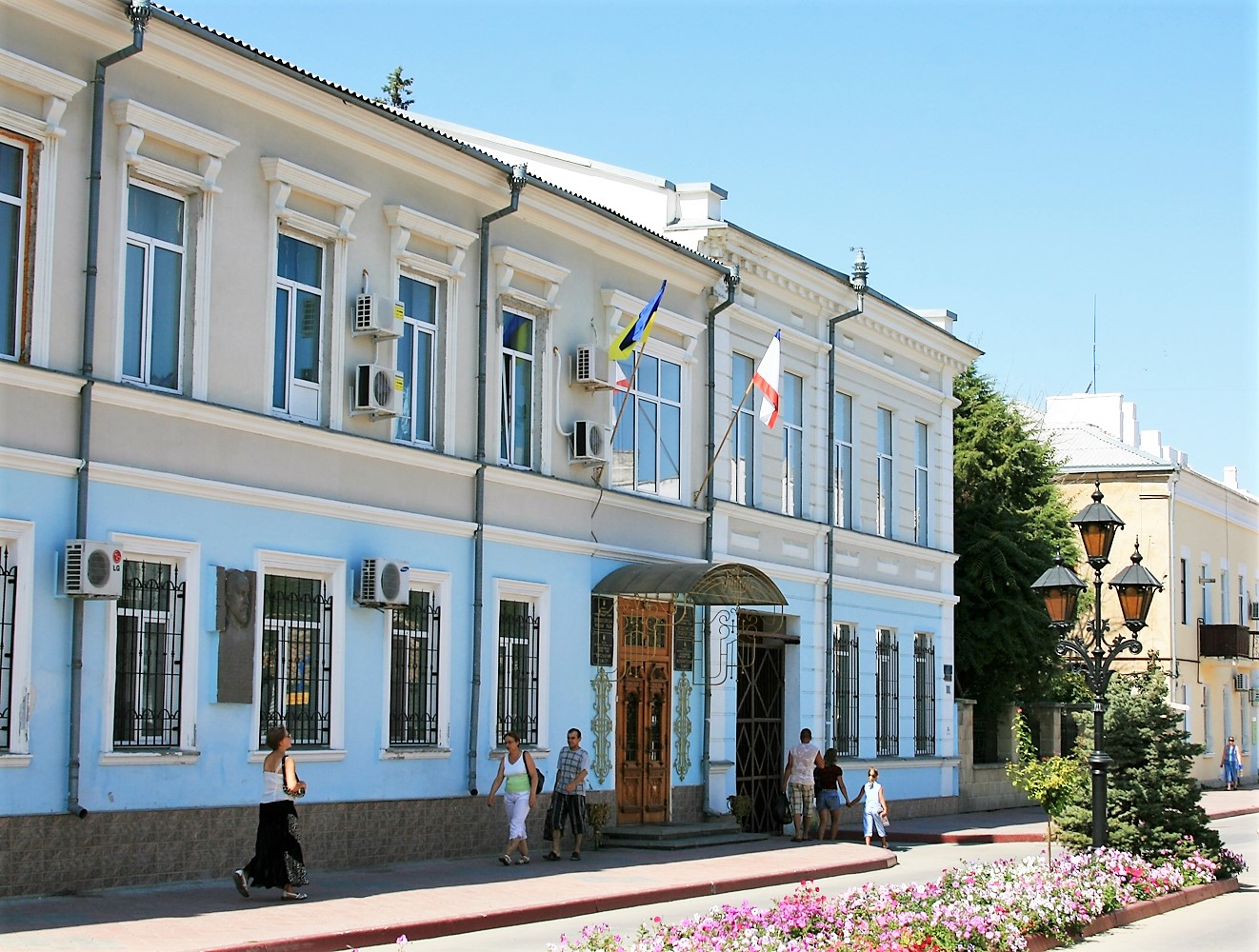
Здание Феодосийского городского совета (в период до 2014 года) на Земской улице, д. 4

Фактически действующая в Феодосии система органов местного самоуправления установлена уставом городского округа Феодосия, принятым 17 ноября 2014 года, после аннексии Крыма Российской Федерацией.
Представительным органом города и прилегающей территории является Феодосийский городской совет, состоящий из 28 депутатов, избираемых сроком на пять лет. Действующий его состав избран 8 сентября 2019 года. Председателем городского совета и главой городского округа является Мусаев Вячеслав Махмудович.
Исполнительным органом является администрация города Феодосии, глава которой назначается на должность Феодосийским городским советом из числа кандидатов, представленных конкурсной комиссией по результатам конкурса. Действующим главой администрации является Ткаченко Игорь Николаевич.

## Население
| 1939    | 1945    | 1959    | 1979    | 1987    | 1989    | 1992    | 1998    | 2001    |
| ------- | ------- | ------- | ------- | ------- | ------- | ------- | ------- | ------- |
| 45 032  | ↘19 200 | ↗46 327 | ↗76 402 | ↗83 000 | ↗83 912 | ↗86 400 | ↘80 900 | ↘74 669 |
| 2003    | 2004    | 2005    | 2006    | 2007    | 2008    | 2009    | 2010    | 2011    |
| ↘73 626 | ↘72 926 | ↘72 412 | ↘71 725 | ↘71 535 | ↘71 214 | ↘70 730 | ↘70 392 | ↘70 043 |
| 2012    | 2013    | 2014    | 2015    | 2016    | 2017    | 2018    | 2019    | 2020    |
| ↘69 786 | ↘69 461 | ↘69 038 | ↗69 145 | ↘68 562 | ↘67 993 | ↘67 902 | ↗68 029 | ↘68 001 |
| 2021    |         |         |         |         |         |         |         |         |
| ↘66 293 |         |         |         |         |         |         |         |         |

На 1 января 2025 года по численности населения город находился на 245-м месте из 1124 городов Российской Федерации.

### Национальный состав
Русские составляют большинство населения города Феодосии.
Национальный состав населения города по данным переписи населения 2014 года:
| национальность  | всего, чел. | % от всего | % от указавших |
| --------------- | ----------- | ---------- | -------------- |
| указали         | 66 465      | 96,27 %    | 100,00 %       |
| русские         | 54 812      | 79,39 %    | 82,47 %        |
| украинцы        | 7 899       | 11,44 %    | 11,88 %        |
| белорусы        | 700         | 1,01 %     | 1,05 %         |
| крымские татары | 696         | 1,01 %     | 1,05 %         |
| татары          | 589         | 0,85 %     | 0,89 %         |
| армяне          | 464         | 0,67 %     | 0,70 %         |
| евреи           | 137         | 0,20 %     | 0,21 %         |
| азербайджанцы   | 132         | 0,19 %     | 0,20 %         |
| греки           | 113         | 0,16 %     | 0,17 %         |
| молдаване       | 101         | 0,15 %     | 0,15 %         |
| грузины         | 75          | 0,11 %     | 0,11 %         |
| поляки          | 67          | 0,10 %     | 0,10 %         |
| болгары         | 59          | 0,09 %     | 0,09 %         |
| караимы         | 56          | 0,08 %     | 0,08 %         |
| немцы           | 49          | 0,07 %     | 0,07 %         |
| чуваши          | 46          | 0,07 %     | 0,07 %         |
| узбеки          | 34          | 0,05 %     | 0,05 %         |
| другие          | 436         | 0,63 %     | 0,66 %         |
| не указали      | 2 573       | 3,73 %     |                |
| всего           | 69 038      | 100,00 %   |                |

Для Феодосии крайне актуальна проблема старения населения, возникшая в связи с тем, что некогда феодосийские оборонные НИИ были филиалами общесоюзных научных объединений, многие работники которых стремились в предпенсионном возрасте перевестись в Феодосию и остаться жить в южном, тогда ещё полузакрытом городе после выхода на пенсию.

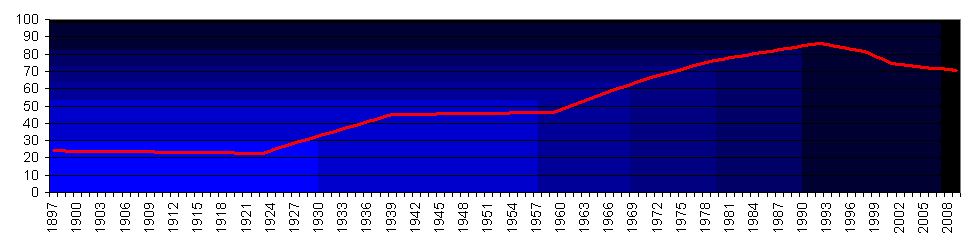
Численность населения Феодосии 1897—2009

### Языки
Языковой состав населения по данным Главного управления статистики по Автономной Республике Крым за 2001 год в Феодосии с подчинёнными горсовету/городскому округу населёнными пунктами назвали родным:
- русский язык — 79,9 % (54,8 тыс. человек)
- украинский язык — 11,44 % (7,9 тыс. человек)
- белорусский язык — 1,01 % (700 человек)
- крымскотатарский язык — 1,01 % (696 человек)
- армянский язык — 0,67 % (464 человек)

При переписи 2014 года респондентам задавался вопрос о владении русским языком, кроме того каждый человек мог указать владение ещё тремя языками и языком жестов. Для лиц, владеющих четырьмя и более языками (кроме русского, а также языка жестов), указывались любые три из них по выбору опрашиваемого. Поэтому при анализе статистических данных о владении языками следует учитывать, что значительное число опрошенных указало, помимо русского, ещё один, два или же три других языка, вследствие чего сумма лиц, владеющих теми или иными языками, значительно превышает общее число опрошенных. Высокая численность владеющих татарским языком связана с тем, что при переписи название этноса или же название языка записывалось со слов опрашиваемых, при этом значительное число крымских татар при переписи указали себя как татар, а свой язык как татарский.
| Язык               | Число говорящих | Доля от указавших язык |
| ------------------ | --------------- | ---------------------- |
| Русский            | 98 020          | 99,87 %                |
| Украинский         | 21 945          | 22,36 %                |
| Английский         | 6 553           | 6,68 %                 |
| Крымскотатарский   | 1 599           | 1,63 %                 |
| Немецкий           | 1 139           | 1,16 %                 |
| Татарский          | 1 100           | 1,12 %                 |
| Французский        | 622             | 0,63 %                 |
| Узбекский          | 517             | 0,53 %                 |
| Армянский          | 348             | 0,35 %                 |
| Белорусский        | 333             | 0,34 %                 |
| Всего указали язык | 98 144          |                        |

### Исторические сведения о населении города
Античная Феодосия была вторым по значению городом европейской части Боспорского царства с населением 6-8 тысяч человек. Не пострадав от гуннского нашествия, опустошившего берега Керченского пролива, Феодосия тем не менее медленно приходила в упадок, завершившийся чередой пожаров и разрушений, датируемых второй четвертью VI века. Прошедший в IX веке путь апостола Андрея Первозванного монах Епифаний заметил: «А Феодосия ныне не имеет даже следа человеческого».
В XIII веке на месте античной Феодосии возникла генуэзская колония Каффа; в этот период, около 75 % населения города составляли армяне. С конца XIII века и начала XIV века в городе и его округе поселились десятки тысяч армянских семей. Их количество было столь велико, что генуэзцы в своих текстах называли Каффу «Морской Арменией». Армяне развернули в городе масштабное строительство. Было построено более 30 церквей, укреплены крепостные стены, более 2/3 населения составили армяне. Ко второй половине XV века население города достигло 70 тысяч человек, превзойдя по этому показателю Константинополь и многие европейские столицы. В 1475 году, Каффа была разорена турками-османами. Более 100 тысяч армян бежали в Польшу, где основали крупные колонии во Львове и других городах. Рост населения продолжился в османский период, префект города Дортелли в 1634 году описывал Каффу как огромный город (5 миль в окружности) с населением 180 тысяч человек, состоящим из турок, греков, армян и евреев. Неспокойный XVIII век ознаменовал закат средневековой Каффы, более 12 тысяч живших тут армян и греков были по указу Екатерины II переселены в Новороссию (армяне в район современного Ростова-на-Дону, греки в район современного Мариуполя). Переселение возглавлял А. В. Суворов. В результате, в 1802 году число жителей составляло всего чуть более 300 человек.
В 1810 году «город Феодосия [был] населён при малом числе русских людей, греками, армянами, евреями». К середине XIX века Феодосия восстанавливалась и развивалась, чему прежде всего способствовали порт и торговля. К 1859 году в городе был уже 971 дом с 8215 жителями. Город сохранял свой многонациональный и многоконфессиональный облик, о чём свидетельствовала система выбора городских голов, по которой на один трёхлетний срок избирается представитель христианской общины, на следующий — представитель от татар или караимов.
В конце XIX — начале XX века, в связи со строительством железной дороги, торгового порта и развитием промышленности, резко увеличилось население.
Город всё больше привлекал столичных гостей, многие жили в Феодосии не только летом, снимали жильё, строили дачи. К концу XIX века в Феодосии насчитывалось более 30 тысяч жителей. Поступательное развитие было прервано Гражданской войной и голодом 1921 года, в результате которых население города уменьшилось, а промышленность была практически уничтожена: если в 1914 году на 22 предприятиях Феодосийского уезда трудились 1600 рабочих, то в мае 1923 года (через 2,5 года после окончания войны) — работало только четыре предприятия с 66 рабочими.
В межвоенный период население города росло, составив в 1939 году 45 тысяч человек. Во время Великой Отечественной войны была разрушена вся курортная и значительная часть исторической части города. «За время оккупации с 3 ноября 1941 года по 13 апреля 1944 года было расстреляно и замучено мирных граждан города и советских военнопленных 8300 человек и угнано в рабство 3000 человек. …целые жилые кварталы города в приморской части, особенно густо заселённые до войны <были> полностью разрушены, там не осталось ни одного жителя, не говоря уж о документах (домовые книги и прочие), которые также были уничтожены». Это, а также «принудительное переселение мирных граждан из одной части города и насильственная эвакуация мирного населения из города, произведённая осенью 1943 года оккупантами», крайне осложнило работу Комиссии по установлению злодеяний немецко-фашистских захватчиков, в связи с чем окончательные цифры потерь населения города, возможно, должны быть скорректированы в сторону увеличения.
В послевоенный период население Феодосии увеличивалось вслед за потребностями военных объектов и промышленности. В 1970-х годах возникли проблемы с трудоустройством, поэтому председатели горисполкома добивались строительства новых предприятий и расширения существующих. Более двух тысяч рабочих мест было создано в начале 1970-х, когда совместно с Министерством обороны построен оптический завод. В последующие годы стала ощущаться нехватка квалифицированной рабочей силы: служебные автобусы возили работников из Старого Крыма и Батального.
В начале 1990-х годов население города увеличивалось в основном за счёт возвращающихся из мест спецпоселений крымских татар. В конце XX — начале XXI века население города постепенно уменьшалось, в связи с тем, что иссяк источник прироста населения — миграция.

## Экономика

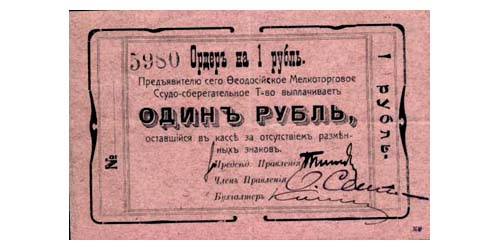
Феодосийский рубль 1918 года.

Основа современной экономики Феодосии — курортная отрасль и морской транспорт. Феодосия — климатобальнеологический курорт. Здесь есть пляжи, минеральные источники, грязевые лечебницы, известные санатории и дома отдыха. Кроме туризма и транспорта, экономика основывается на винодельческой, пищевой, лёгкой промышленности, машиностроении, сельском хозяйстве и рыболовстве. В 2009 году в промышленности было занято 2500 человек. В городе функционируют табачная, чулочная, мебельная и офсетная фабрики, заводы: механический, казённый оптический, судомеханический, «Стройдеталь», соковый, винный; комбинат стройматериалов.
Большая часть налоговых поступлений формируется морским транспортом; большая часть занятых в сфере производства товаров и услуг — это занятые в туризме (общественное питание, отельное хозяйство, сезонная розничная торговля, пассажирский автотранспорт, услуги в области культуры и массовых развлечений). Из обслуживающих отраслей, как и везде, высока занятость в здравоохранении, образовании и гос. управлении. Валовой региональный продукт, в основном, формируется в транспорте (морском, железнодорожном и внесезонном автомобильном), туризме (вышеперечисленные отрасли), торговле и складском хозяйстве, пищевой промышленности (в том числе винодельческой), сфере государственных услуг (здравоохранении, образовании, управлении). Доля традиционных отраслей специализации (машиностроения, военной службы, военной науки) крайне незначительна как в отношении числа занятых, так и в отношении процента от ВРП Феодосии.

### Торговля
Основная доля торговли продуктами питания и хозяйственными товарами приходится на небольшие магазины, продукции растениеводства — на постоянные (Крымский и Центральный) и временные рынки. Супермаркеты «АТБ» (Пуд) расположены на улице Крымской и в районе центрального рынка, местные торговые сети представлены хлебными магазинами «Булкин» и магазинами Макеева «Горный», «Речной» и «Центральный». Торговля одеждой преимущественно перешла в магазины, тем не менее вещевые рынки существуют на бульваре Старшинова (напротив Крымского рынка) и на Рыночной площади (старый крытый рынок и рынок «Гостиный двор»). Среди продавцов бытовой техники представлены сети «Фокстрот» (магазины на ул. Крымской и Базарной). Торговля строительными материалами бытового назначения ведётся во многих магазинах, расположенных преимущественно в новой северной части города. Торговля арматурой и прочими крупными товарами производится на складах и рынке, расположенных на объездной дороге — Керченском шоссе. На улице Володарского расположен торговый салон мотоциклов. В фармакологической сфере уверенные позиции занимает сеть государственных аптек.

### Промышленность
В центре города и за её округом располагается ряд промышленных и муниципальных предприятий:
- ФГУП Море (судостроительный завод)
- ФГУП Феодосийский судомеханический завод
- ГУП РК Феодосийский оптический завод
- ГУП РК НИИ АУС
- ГУП РК НИЦ Вертолёт
- Нефтехранилище (ФПОНП НЕФТЕБАЗА, АО «Морской нефтяной терминал»[86])
- Феодосийский морской торговый порт
- Феодосийская табачная фабрика — прекратила работу
- Конструкторско-технологическое бюро Судокомпозит
- МУП РК Геоинформационный центр г. Феодосия
- Феодосийский торпедный завод Гидроприбор
- Завод марочных вин и коньяков «Коктебель»
- ООО Восточно-Крымская фондовая биржа
- ОАО Государственная офсетная фабрика
- АО Стройдеталь

## Транспорт
Феодосия — современный транспортный узел, где сходятся автомобильные, железнодорожные и морские пути. В 30-ти километрах от города в посёлке Кировское на железной дороге Джанкой — Феодосия расположен аэродром, способный принимать самолёты всех типов. Предприятия транспорта и связи представлены морским торговым портом Феодосии и предприятием по обеспечению нефтепродуктами, которые предоставляют услуги по переваливанию сухих и нефтеналивных грузов; двумя станциями железной дороги (собственно Феодосия и станция Айвазовская). Рядом со станцией «Айвазовская» находится междугородная автостанция, обеспечивающая автобусное сообщение между Феодосией и населёнными пунктами Крыма (Судак, Симферополь, Ялта, Керчь и др.), городами Украины и России.

### Окружной
Пассажирские перевозки в Феодосии осуществляют несколько автотранспортных предприятий, имеющих лицензии на обслуживание определённых маршрутов. Долгое время общественный транспорт в городе был представлен только маршрутными такси, останавливающимися по требованию в любой точке маршрута, в последние годы наметилась тенденция к эволюции частных автоперевозчиков в сторону автобусного формата с остановками только в специально отведённых для них местах. Связано это с заменой маломестных «ГАЗелей» на более вместительные автобусы, ростом пассажиропотока и напряжённости автомобильного движения на перегруженных улицах центра города.
Тарифная политика перевозчиков жёстко регулируется условиями лицензии.
В многолетней перспективе сохраняется соотношение цены самого короткого маршрута (№ 7. Центр-Челнокова) к цене самого длинного (№ 101. Феодосия-Центр — Карадагская биостанция) как 1:4.
Все маршруты, связывающие Феодосию с населёнными пунктами округа, имеют городскую нумерацию. Все автобусные маршруты (кроме № 13 и № 13а) проходят через Рыночную площадь.
- № 1. Ближнее — Центр — Горбольница
- № 1а. Ближнее — Центр — Партизанская — Горбольница
- № 2. мкрн. Ближние Камыши — ст. Айвазовская/Автовокзал — Центр — Тимирязева
- № 3. Центр — Насыпное
- № 4. (бывший № 106) Центр — ст. Айвазовская/Автовокзал — Приморский
- № 4а. (бывший № 106а) Центр — Приморский (через Симферопольское шоссе)
- № 4д. (бывший № 106д) Центр — ст. Айвазовская/Автовокзал — Приморский — Аджиголь
- № 5. Центр — Гарнаева — Крымская — Первушина
- № 6. Центр — Первушина — Крымская
- № 7. Центр — Челнокова (западная часть города)
- № 8. Центр — Панова
- № 10. Центр — Береговое
- № 13. Ближнее — Крымская — ст. Айвазовская/Автовокзал — мкр. Ближние Камыши
- № 13а. Челнокова — Крымская — ст. Айвазовская/Автовокзал — мкр. Ближние Камыши
- № 14. Горбольница — Лесопарк
- № 15. Горбольница — Первушина (район улицы Крымской)
- № 20. Центр — Орджоникидзе (через Насыпное, Подгорное, Южное)
- № 20а. Центр — Челнокова — Виноградное — Орджоникидзе (прямой через перевал на Тепе-Оба))
- № 40. Центр — Очистные.
- № 101. Феодосия-Центр — Биостанция (через Насыпное, Подгорное, Коктебель, Щебетовку и Курортное)
- № 102. Феодосия-Центр — Наниково (через Насыпное, Подгорное)
- № 107. Феодосия-Центр — Краснокаменка (через Насыпное, Подгорное, Коктебель, Щебетовку)

Территория Феодосии обслуживается несколькими крупными службами такси, кроме того в окрестных курортных посёлках есть небольшие местные перевозчики. Основу таксопарка составляют автомобили восточноевропейского производства.

### Железнодорожный
3 (15) августа 1892 года, после долгих лет ожиданий и неудачных попыток была открыта Джанкой-Феодосийская линия Лозово-Севастопольской железной дороги. Становление железнодорожной сети в Северном Причерноморье сопровождалось большим накалом страстей. Железная дорога для портовых городов была гарантией экономического процветания.

Нет сомнения, что железная дорога всегда принесёт пользу тому краю, где она будет проходить— инженер А. Рославский, 1852 год

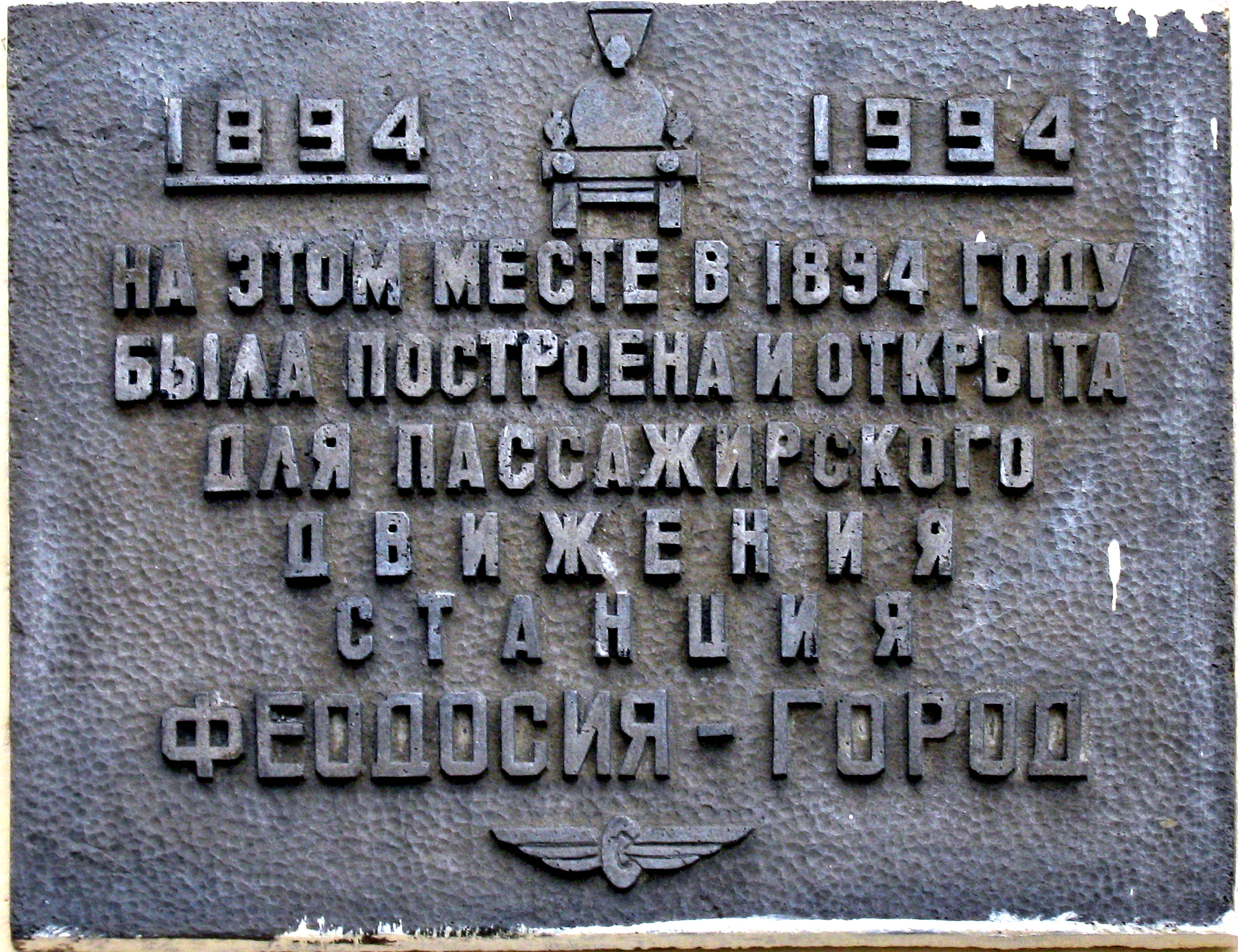
Памятная доска на здании вокзала.

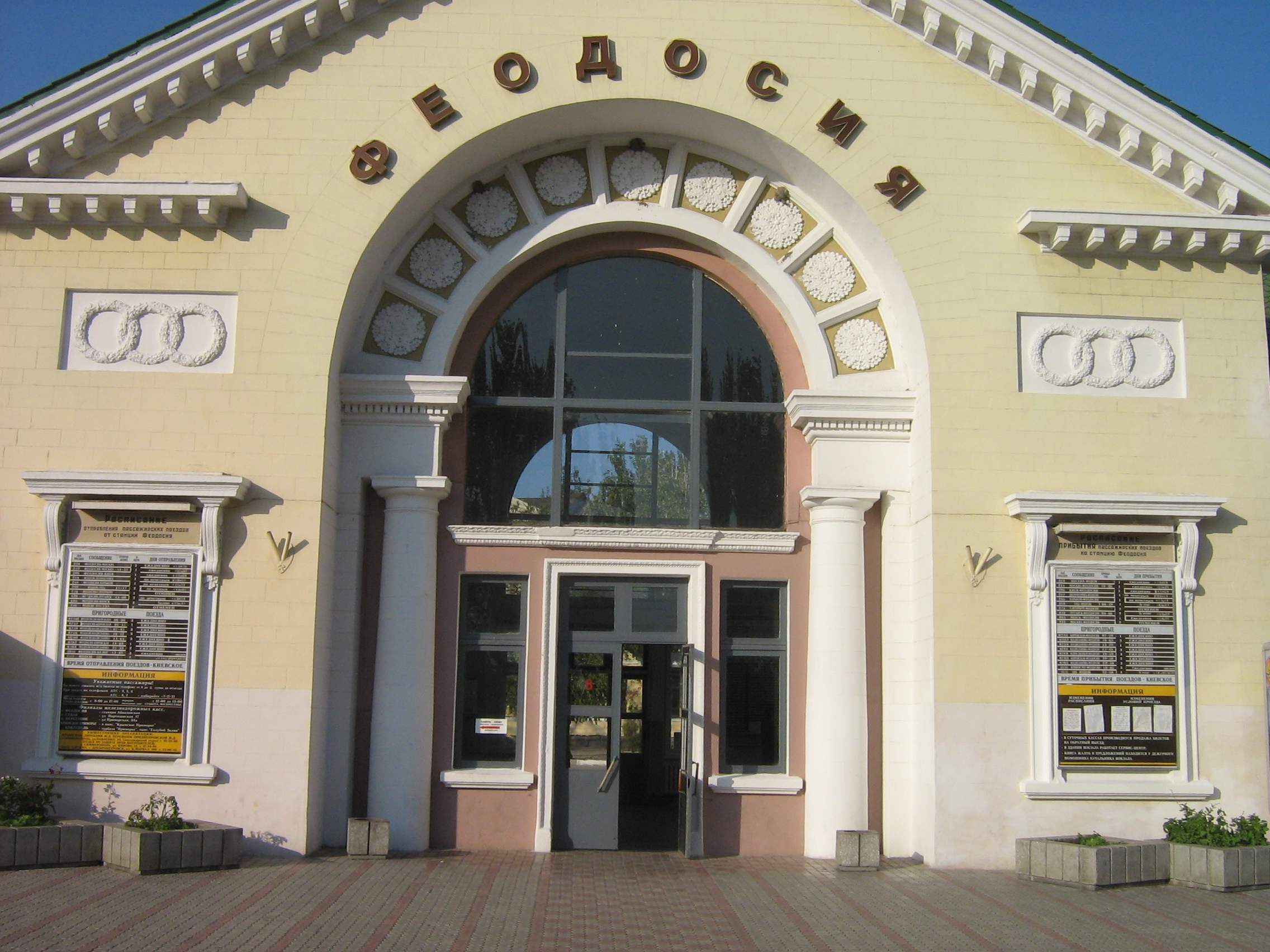
Железнодорожный вокзал станции Феодосия.

За право иметь железную дорогу велось ожесточённое соперничество между городами региона. Более того, конкурентами Феодосии в разное время были Одесса, города Приазовья, Севастополь.
В 20-х годах XIX века англичане предложили императору Александру I соединить рельсами Феодосию и Москву. Но реальный шанс получить железную дорогу появился у Феодосии после Крымской войны. В 1857 году Главное общество российских железных дорог, учредителями которого были крупнейшие банкирские дома Парижа, Амстердама и Лондона, начало работы по созданию первой общегосударственной сети русских железных дорог. Одна из железнодорожных ветвей должна была прийти в Феодосию. Но из-за финансовых неурядиц работы на феодосийском участке уже в 1860 году были прекращены: французская компания Трона, фиктивно выплачивавшая рабочим и крайне плохо их обеспечивавшая, стала банкротом.
Известный русско-украинский писатель, этнограф и путешественник Александр Афанасьев-Чужбинский в 1859 году дважды побывал в Феодосии, специально изучал вопрос прокладки путей и написал в итоге:

Собственно возле Феодосии ничего ещё не начато, как говорят, потому, будто не определена линия и неизвестно, пойдёт ли она левее или правее. Если не ошибаюсь, всей работы произведено на шестьсот сажен, считая и небольшое пространство, высыпанного землёй. Болтливый француз, под начальством которого работают человек семьдесят рабочих, рассказывал, что в нескольких местах начаты работы и дело пойдёт быстрее в следующем году. Не знаю, как это будет. Из Феодосии путь мне предстоял по Арабатской стрелке.— Александр Афанасьев-Чужбинский, 1859 год

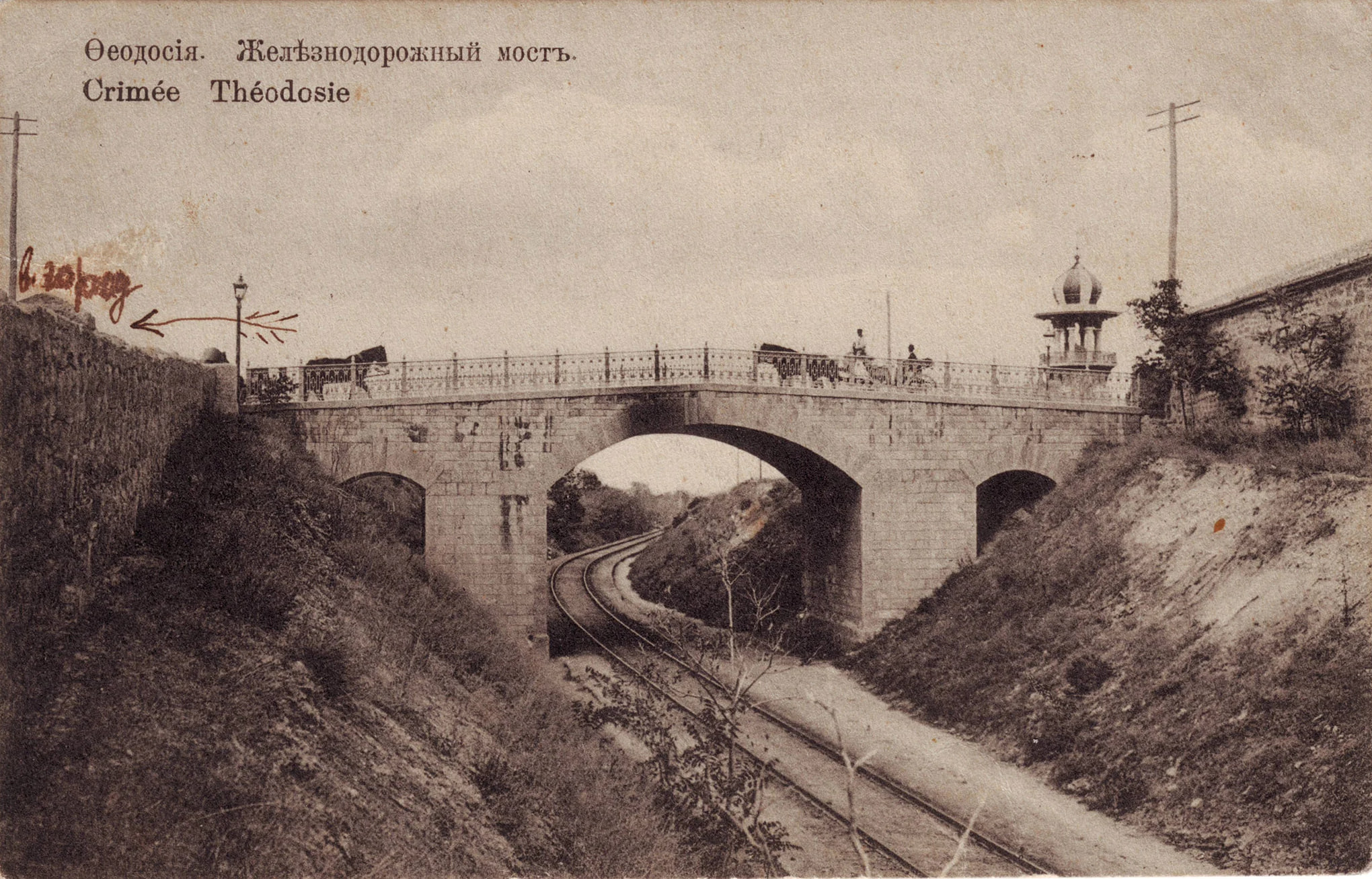
Пешеходный мост над ж/д путём от станции Айвазовская до станции Феодосия.

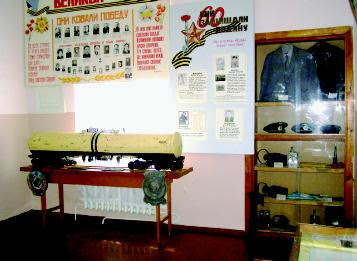
Музей станции Феодосия.

В 1885 году было принято решение о переводе коммерческого порта из Южной бухты в Феодосию или в Стрелецкую бухту Севастополя. Особая комиссия, несколько лет изучавшая этот вопрос, так и не смогла остановиться ни на одном варианте. Право окончательного выбора места для главного коммерческого порта Крыма император Александр III предоставил комитету министров.
В результате сторонники феодосийского варианта — председатель комитета и девять его членов (в том числе сын царя — Николай) — оказались в меньшинстве, но Александр III принял сторону меньшинства, тем самым решив судьбу Феодосии. К продвижению этого проекта приложил определённые усилия известный феодосийский художник И. К. Айвазовский.
Линию прокладывали от станции Джанкой Лозово-Севастопольской железной дороги, где использовали железнодорожные сооружения 1857—1860 годов. Был выбран наиболее выгодный маршрут. Железную дорогу вели к феодосийскому порту, а кратчайший путь к нему с севера проходит по берегу моря, поэтому пути проложили по искусственной насыпи у среза воды. На другой искусственной насыпи, полностью изменившей линию берега в районе порта, были построены портовые сооружения. В связи с возведением насыпей был полностью уничтожен участок песчаного пляжа. Поезда доходили лишь до нынешней станции Айвазовская, которую называли «Феодосия». С устройством в 1894 году порта и припортовых линий появилась станция Феодосия-порт, ставшая вскоре основным вокзалом. До 1941 года депо этой станции было центральной базой по обеспечению движения на линии Феодосия — Керчь — Джанкой и являлось инициатором ударного труда и стахановского движения в Крыму.

Железная дорога в Феодосии проложена по берегу залива, практически на пляже. Здание вокзала расположено в начале улицы Горького, являющейся естественным продолжением набережной.

### Морской

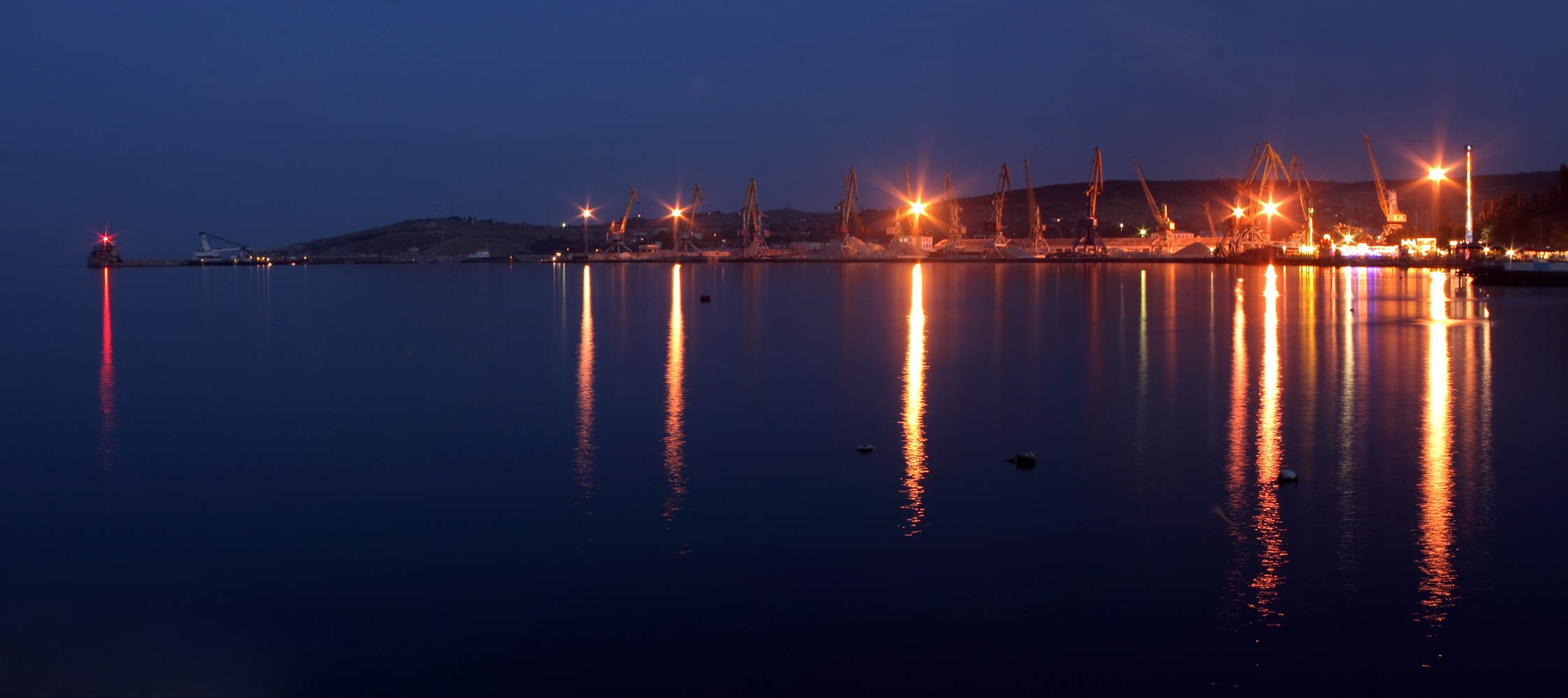
Феодосийский морской порт вечером

Феодосийский морской торговый порт и Феодосийское предприятие по обеспечению нефтепродуктами («Феодосийская нефтебаза») — два флагмана феодосийской экономики, обеспечивают значительную часть доходной части бюджета города, ведут активную социальную и природоохранную деятельность. Торговый порт содержит собственный детский сад и поликлинику, административная территория нефтебазы признана самой благоустроенной промышленной территорией города.
Пассажирское морское сообщение в Феодосии представлено двумя направлениями:
- Эскурсионная деятельность — одночасовые прогулки по Феодосийскому заливу, и четырёхчасовые экскурсии к подножью потухшего вулкана Карадаг.
- Перевозки по «Единому билету» — с 1 мая по 1 сентября 2014 года в Феодосийской порту осуществляли остановку скоростные катамараны «Сочи-1» и «Сочи-2», курсировавшие по маршруту Анапа — Феодосия — Ялта.

Помимо этого, буксиры морского порта осуществляют спасение на водах, особенно, в тех случаях, когда тихоходные и имеющие лимит устойчивости гребные лодки не могут настигнуть уносимых северо-западным ветром в открытое море туристов.

## СМИ
Феодосийская ежедневная городская газета "Победа". Основана в 1918 году. Текущее название носит с 1944 года. В настоящее время - орган Феодосийского городского совета.

#### Аналоговое и цифровое телевидение
| № | ТВК | частота | называние       |
| - | --- | ------- | --------------- |
| 1 | 8   | 194     | Первый Крымский |
| 2 | 38  | 610     | Миллет          |
| 3 | 26  | 514     | РТРС-1          |
| 4 | 27  | 522     | РТРС-2          |
| 5 | 36  | 594     | РТРС-3 Крым     |

#### Цифровое и эфирное телевидение
Все 30 каналов для мультиплекса РТРС-1 и РТРС-2; Пакет радиоканал, включает: «Вести FМ», «Радио Маяк», "Радио России / ГТРК Таврида
- Пакет телеканалов РТРС-1 (телевизионный канал 60, частота 786 МГц), включает: «Первый Канал», «Россия 1 / ГТРК Таврида», «Матч ТВ», «НТВ», «Пятый Канал», «Россия К», «Россия 24 / ГТРК Таврида», «Карусель», «ОТР», «ТВЦ».
- Пакет телеканалов РТРС-2 (телевизионный канал 41, частота 634 МГц), включает: «РЕН ТВ», «СПАС», «СТС», «Домашний», «ТВ3», «Пятница!», «Звезда», «Мир», «ТНТ», «МУЗ-ТВ».
- Пакет телеканалов РТРС-3 (телевизионный канал 24, частота 498 МГц), включает: Первый Крым, Мир 24, «Миллет», Крым 24, «Первый Севастопольский», Москва 24.

#### Радиостанции
| Частота  | Квт  | RDS | называние                | формат                                              |
| 94.7 FM  | 0,1  | -   | «Наше радио»             | русский поп-рок хиты                                |
| 95.6 FM  | 0,1  | +   | «Маруся FM»              | русскоязычные танцевальные хиты                     |
| 96.0 FM  | 0,1  | -   | (ПЛАН) «Радио Искатель»  | информационно-музыкально-познавательный             |
| 96.6 FM  | 0,1  | -   | «Дорожное радио»         | музыкально-информационный                           |
| 98.9 FM  | 0,1  | -   | «Радио Море»             | информационно-развлекательный                       |
| 99.6 FM  | 0,1  | -   | (ПЛАН) Радио Монте-Карло | музыкально-познавательный                           |
| 100.1 FM | 0,1  | -   | «Казак FM»               | народные и казачьи песни                            |
| 100.5 FM | 0,2  | -   | Европа Плюс              | зарубежные хиты                                     |
| 101.1 FM | 0,2  | +   | Радио MAXIMUM            | поп-рок, рок, альтернатива                          |
| 101.8 FM | 0,1  | -   | Ретро FM                 | хиты 70-х, 80-х, 90-х годов                         |
| 102.3 FM | 0,25 | +   | Радио Sputnik в Крыму    | информационно-разговорный                           |
| 102.7 FM | 0,15 | -   | Юмор FM                  | музыкально-юмористический                           |
| 103.4 FM | 0,25 | -   | Радио Дача               | отечественная поп-музыка разных лет                 |
| 104.2 FM | 0,1  | -   | Вести FM                 | информационно-разговорный                           |
| 105.1 FM | 0,1  | +   | Русское радио            | русскоязычные хиты                                  |
| 105.6 FM | 0,1  | -   | «Радио Крым»             | информационный, информационно-музыкальный           |
| 106.1 FM | 0,1  | -   | Радио Вера               | христианское радио                                  |
| 106.9 FM | 0,2  | -   | Авторадио                | музыкальные хиты разных лет                         |
| 107.3 FM | 0,1  | -   | «Радио Ватан Седасы»     | крымскотатарское радио                              |
| 107.9 FM | 0,1  | -   | Радио Звезда             | информационно-музыкально-патриотическо-исторический |

## Культура
В конце XIX и в начале XX-го века сложилось явление, названное «киммерийской школой» пейзажа. Эта «школа» — художники, жившие в Феодосии: И. К. Айвазовский, К. Ф. Богаевский, М. А. Волошин, Л. Ф. Лагорио, А. И. Фесслер, М. П. Латри.
В отличие от живописцев, поэты и писатели, за одним исключением, бывали в Феодосии либо проездом, либо останавливались на короткое время в гостях у знакомых. С 16 по 18 августа 1820 года в усадьбе С. М. Броневского останавливалась семья генерала Н. Н. Раевского и путешествующий с ними А. С. Пушкин, который в письме брату писал: «…остановились у Броневского, человека почтенного по непорочной службе и по бедности». Много позже на полях рукописи первой главы «Евгения Онегина» появится рисунок утёса с характерными очертаниями скалы Золотые ворота, входящей в комплекс заповедника «Кара-Даг» расположенного западнее города между посёлками Коктебель и Курортное. 13 сентября 1825 года, по расчётам биографов, из Феодосии в Керчь выехал А. С. Грибоедов, до этого... «Нынче обегал весь город, чудная смесь вековых стен прежней Кафы и наших однодневных мазанок…». Четыре раза в Феодосии побывал А. П. Чехов (1888, 1894, 1896, 1898 годы); из письма Антона Павловича:

Море чудесное, синее и нежное, как волосы невинной девушки. На берегу его можно жить 1000 лет и не соскучиться. Купанье до того хорошо, что я, окунувшись, стал смеяться без всякой причины … Жарища и духота невозможные, ветер сухой и жесткий, как переплет, просто хоть караул кричи. Деревьев и травы в Феодосии нет…

В 1891 году три дня пробыл в Феодосии А. М. Горький (Пешков):

Расхаживая по святой Руси, попал в Феодосию … справа от нас лежал на берегу город тяжелыми глыбами белых домов, слева — море, перед нами — оно же, уходившее в неизмеримую даль, где в мягких полутонах смешались в фантастическое марево какие-то дивные и нежные, невиданные краски, ласкающие глаза и душу неуловимой красотой своих оттенков…

Там в 1919—1920 годах жил Осип Мандельштам; в августе 1920 года был арестован врангелевской контрразведкой по подозрению в связях с большевиками, и после освобождения отправился на барже в Батум.
Глубокий след в культурной жизни Феодосии оставил Александр Грин (жил в Феодосии с 10 мая 1924 года по 23 ноября 1930 года).
Из феодосийских литераторов второй половины XX века можно выделить Семёна Пивоварова, Георгия Меликова, Сергея Чубко, Владимира Павлова, Владимира Зарубина, Ирину Махонину.
Благодаря М. Волошину сделавшего свой дом в Коктебеле пристанищем отдыхающих от столичной суеты поэтов и писателей в Феодосии побывало множество знаменитостей советской эпохи и современности. В разные годы здесь бывали А. Белый, М. Цветаева, Н. Гумилёв, М. Зощенко, А. Толстой, М. Булгаков, В. Долина, В. Аксенов и многие многие другие.

### Музеи

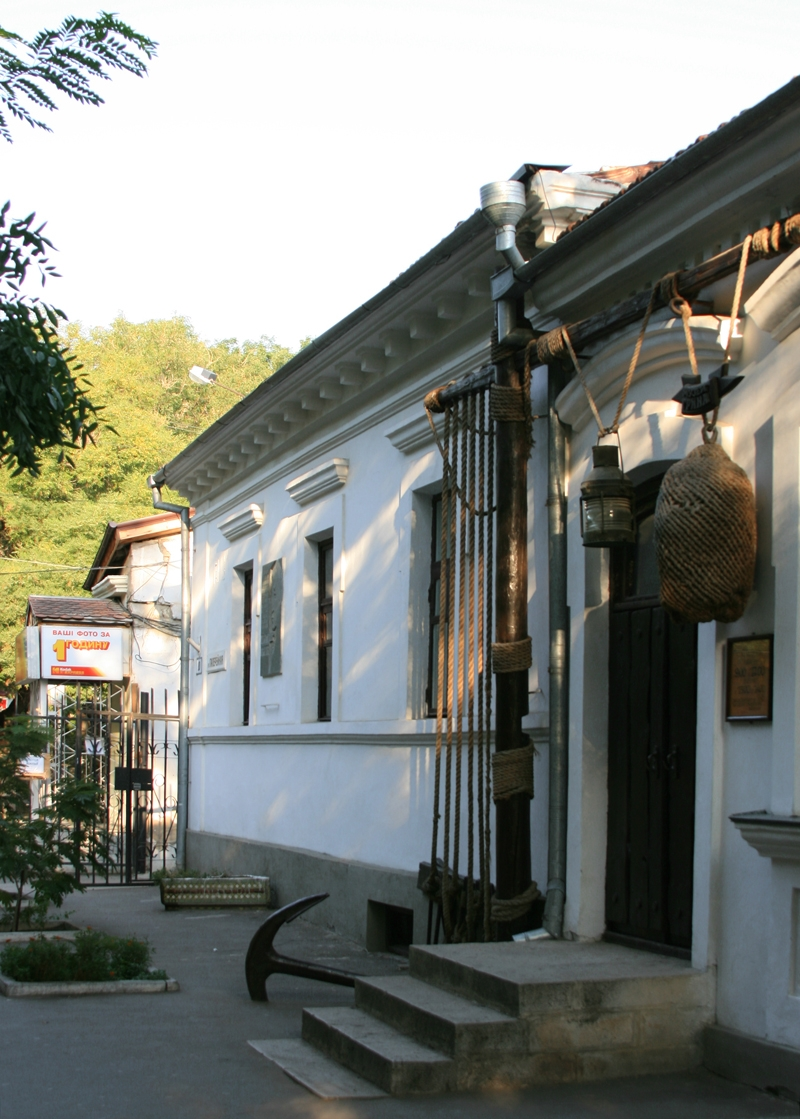
Музей Грина

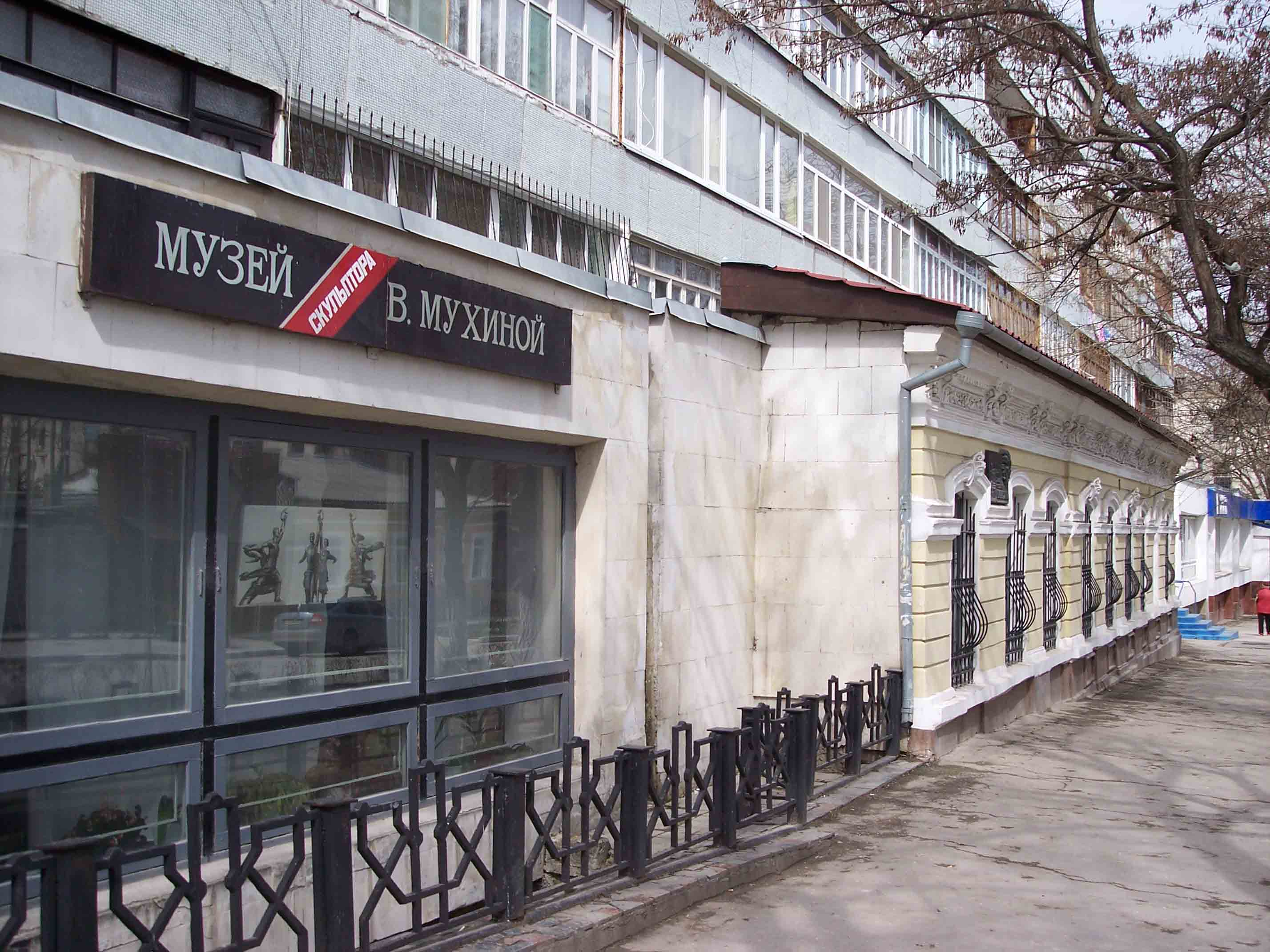
Музей В. Мухиной

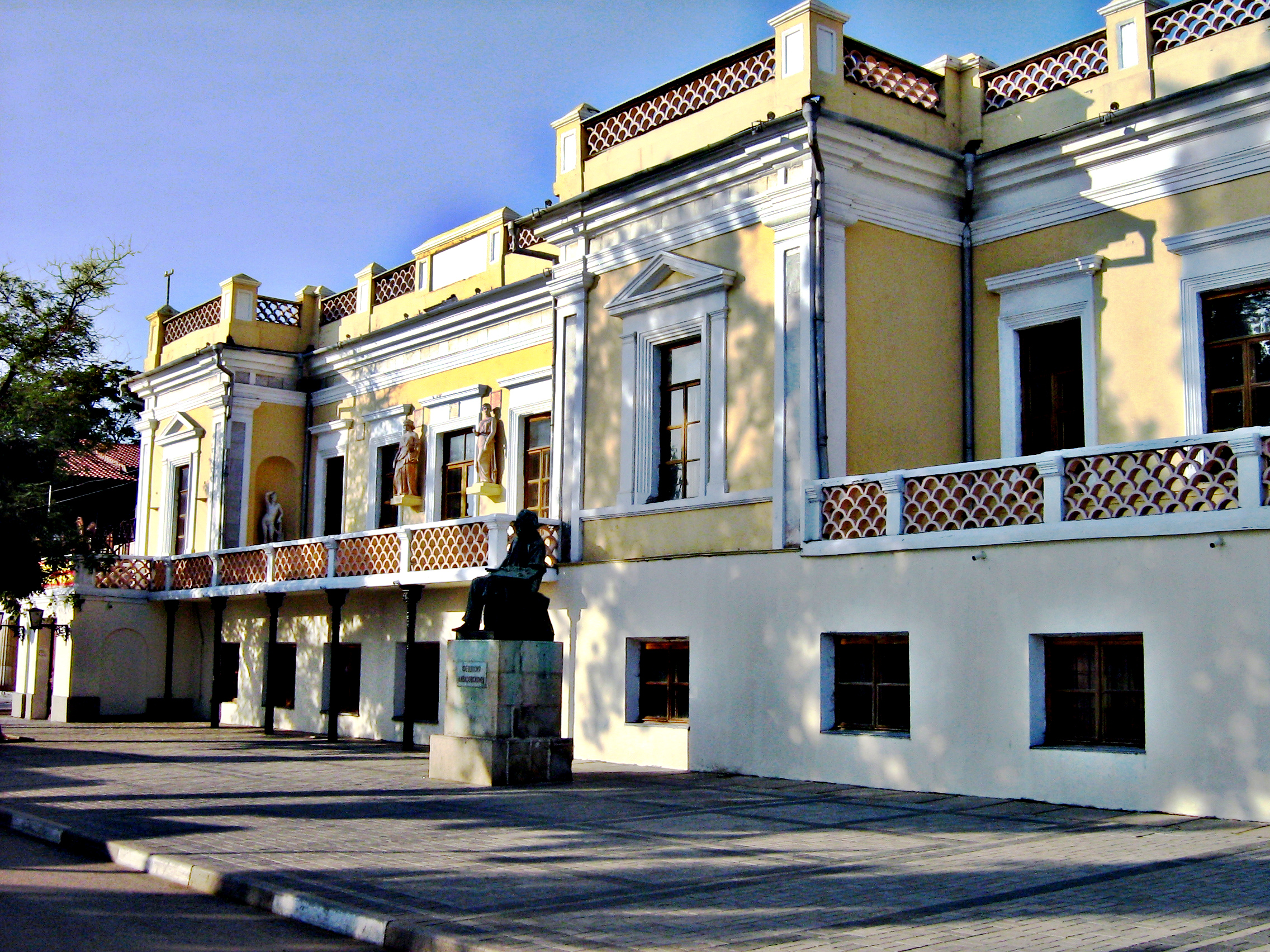
Национальная картинная галерея имени И. К. Айвазовского

- Национальная картинная галерея имени И. К. Айвазовского — крупнейшая в мире коллекция произведений Ивана Константиновича Айвазовского — 417 работ[93];
- Музей древностей (краеведческий)— открыт в 1811 году, старейший провинциальный музей Российской империи[94];
- Литературно-мемориальный музей Александра Грина;
- Музей дельтапланеризма — единственный в Европе[95];
- Музей Марины и Анастасии Цветаевых г. Феодосия;
- Народный музей скульптора В. И. Мухиной;
- Феодосийский музей денег

### Выставки
Музеи древностей и Александра Грина проводят тематические выставки. В 2009 году на день города в Феодосийском музее древностей была открыта выставка, посвящённая Людвигу Петровичу Колли́ и Лигурийскому историческому обществу. В музее Грина выставлялась объёмная реконструкция Генуэзской крепости, критикуемая специалистами по генуэзскому периоду как исторически неточная.
В летний период проводятся коммерческие выставки экзотических рептилий, птиц, бабочек, восковых фигур, орудий пыток и наказаний, мумий, голограмм.

### Фестивали, соревнования, регаты
- Международный турнир по художественной гимнастике «Грации-Киммерии»
- Международный молодёжный туристический фестиваль
- Фестиваль искусств «Киммерийские музы»
- Международный фестиваль камерной музыки «Музыкальное созвездие Айвазовского»
- Фестиваль авторской музыки
- Фестиваль нетрадиционной моды
- Международный театрализованный фестиваль «Крымский ковчег»
- Международный христианский фестиваль «Феодосия — Богом данная»[96]
- Международный винный фестиваль WineFeoFest
- Международный фестиваль воздухоплавания «Воздушное Братство»

### Библиотеки
Централизованная библиотечная система города Феодосии и феодосийского региона включает в себя Центральную городскую библиотеку имени Александра Грина, 7 городских библиотек-филиалов, 6 сельских и 4 поселковые библиотеки с общим фондом 427 тысяч книг.
- Центральная городская библиотека им. А. Грина — крупнейшее книжное собрание города, основанное в 1897 году. Попечителем её был избран гражданин Феодосии Соломон Самойлович Крым. Художник И. К. Айвазовский в своём письме от 9 декабря 1897 года обращался к В. В. Стасову (в то время заведующему отделом публичной библиотеки в Петербурге) с просьбой оказать помощь в пополнении фонда общественной библиотеки. Имя Александра Грина было присвоено центральной библиотеке в 1965 году, в честь 85-летия со дня рождения писателя.[98] В здании на улице Кирова 2, особняке XIX века, библиотека располагается уже 30 лет, раньше она находилась в Городском доме культуры на Привокзальной площади.[99];
- Библиотека-филиал № 2 им. П. Мирного (ул. Горького, 42);
- Библиотека-филиал № 4 (ул. Крымская, 15);
- Библиотека-филиал № 23 (ул. Симферопольское шоссе, 33-в);
- Центральная детская библиотека (ул. Земская, 9);
- Библиотека-филиал № 20 (бульвар Старшинова, 12).

### Концертные залы
В летнем киноконцертном зале «Звёздный» имени В. А. Шайдерова, главном зале города, выступают исполнители и группы различных музыкальных направлений и немузыкальные коллективы, проводятся республиканские и городские фестивали, торжественные праздничные концерты, детские спортивные мероприятия, выступают антрепризные театры.
На День города в большом зале Детской музыкальной школы № 1 проводится фестиваль классической музыки «В гостях у Айвазовского», в котором принимают участие виртуозы из разных стран СНГ. В большом зале Картинной галереи Айвазовского проводятся концерты фортепианной музыки и литературные вечера. В зимний период часть городских мероприятий проводится в Доме офицеров флота (ЧФ РФ), летом там проходят в основном детские мероприятия.

### Кинотеатры
В Феодосии имеется три кинотеатра: «Крым», «Украина» и «Пионер», а также киноконцертный зал «Звёздный». Два летних кинотеатра, построенных в 1950-е годы, были уничтожены в конце 1990-х годов. Собственным кинозалом также располагает санаторий «Восход».

### Театр
В Феодосии с 1992 года существует городской театр «Парадокс», который располагался по адресу ул. Коробкова 13. Но в 2003 году театр, из-за экономии бюджета, перевели в здание Городского Дома культуры. В 2014 году театр был зарегистрирован по новому законодательству, и стал МБУК Феодосийский театр «Парадокс». С 2015 года активно идет поиск здания для театра, предположительно, им может стать здание бывшего кинотеатра «Украина».

### Планировка территории
Феодосия связана с другими населёнными пунктами четырьмя автодорогами (Симферополь-Судак, Владиславовка-Джанкой, Керчь и Орджоникидзе), в черте города они соответствуют нескольким важнейшим транспортным артериям:
- Симферопольское шоссе — Русская улица (в советское время — улица Свердлова)
- Улица Володарского — Крымская улица
- Улица Федько — улица Карла Маркса
- Улица Челнокова — улица Победы
- Улица Гарнаева — улица Генерала Горбачёва

которые в конечном счёте сходятся к площади «Белой акации». Улицы центральной части города — Горького, Нахимова, Галерейная, Украинская (в советское время — Войкова), Советская, Куйбышева принимают всё возрастающий поток автомобилей относительно равномерно, поэтому выделить среди них ключевые не представляется возможным. Важнейшими пешеходными зонами являются проспект Айвазовского, Феодосийская набережная, набережная Десантников, Земская улица, Адмиральский бульвар, улица Горького, приморский участок Русской и Галерейной улиц и бульвар Старшинова.

### Площади
Ни одна из феодосийских площадей не имеет собственного статуса, и тем не менее их названия используются в работе органов местного самоуправления и прессе.
- Привокзальная площадь — площадь у Феодосийского вокзала, административно входящая в состав проспекта Айвазовского, является основным местом проведения общегородских мероприятий (парада и праздничного митинга на День Победы, ежегодного концерта, посвящённого Дню города, новогодних гуляний, именно здесь устанавливается главная городская ёлка). На площади расположено историческое здание гостиницы «Астория», городская доска почёта и памятник Ленину.
- Площадь у кинотеатра «Крым» (именуемая так и в официальных обращения горисполкома) является полностью пешеходной, въезд автотранспорта со стороны улицы Кирова перегорожен массивными цветочными клумбами. На этой площади улица Горького переходит в проспект Айвазовского, основные здания — кинотеатр Крым, построенный на месте разрушенной во время Великой Отечественной войны Феодосийской мужской гимназии, и здание Детской музыкальной школы № 1, ранее принадлежавшие городскому комитету КПСС. На парадной лестнице кинотеатра Крым проводится праздничный концерт, посвящённый Дню Победы, часть мероприятий Дня города, остальную часть лета центр площади представляет собой детский автодром. К площади выходят два парка — мемориальный парк Победы и парк башни св. Константина (он же центральный парк культуры и отдыха)
- Рыночная площадь, являющаяся узлом практически всех автобусных маршрутов города (кроме № 13), представляет собой оживлённую автостанцию. С морской стороны к ней примыкает крытый рынок, с южной — территория Феодосийского РЭС (района энергетических сетей — территориального подразделения компании «Крымэнерго»), с западной — старое Феодосийское кладбище с входной часовней и храмом Всех Святых, с севера площадь широко открывается улице Советской, а на восток (в сторону моря) уходит улица Назукина.
- Площадь «Белой акации» является узловой в связях между центром и северными районами города. Улица Русская (на площади у «Белого бассейна», переходящая в Симферопольское шоссе), соединяясь с улицей Карла Маркса, упирается в собственное пешеходное продолжение — единственный путь уходит на запад по узкой улице Победы. Доминирует на площади здание бывшей фабрики «Белая Акация», ныне переоборудованное под офисы, на первом этаже расположена крупнейшая в городе кондитерская. В историческом здании — № 17 по улице Русской, скрытом рядом деревьев, расположена средняя школа № 3. С морской стороны к площади выходит Красная горка, склон которой традиционно украшают цветочными композициями.
- Площадь Пушки — крестообразная площадь, на которой к Симферопольскому шоссе примыкает улица Крымская, линию которой после примыкания условно продолжает улица Володарского. На площади расположено красное здание Феодосийского политехникума, два сквера — сквер Пу́шки, названный так из-за зенитного орудия, долгие годы служившего памятником феодосийскому десанту в честь 40-летия освобождения Феодосии, но демонтированному в 2006 году, и безымянный треугольный сквер между Симферопольским шоссе и улицей Крымской.
- Площадь автовокзала — обширная площадь, на которой выделяется Церковь Святой Екатерины, возвышающаяся островом между площадью и улицей Федько.

|                                                          |  |                  |  |                                                                  |
| Привокзальная площадь и здание вокзала станции Феодосия) |  | Кинотеатр «Крым» |  | Площадь автовокзала (на втором плане — церковь Святой Екатерины) |

### Улицы

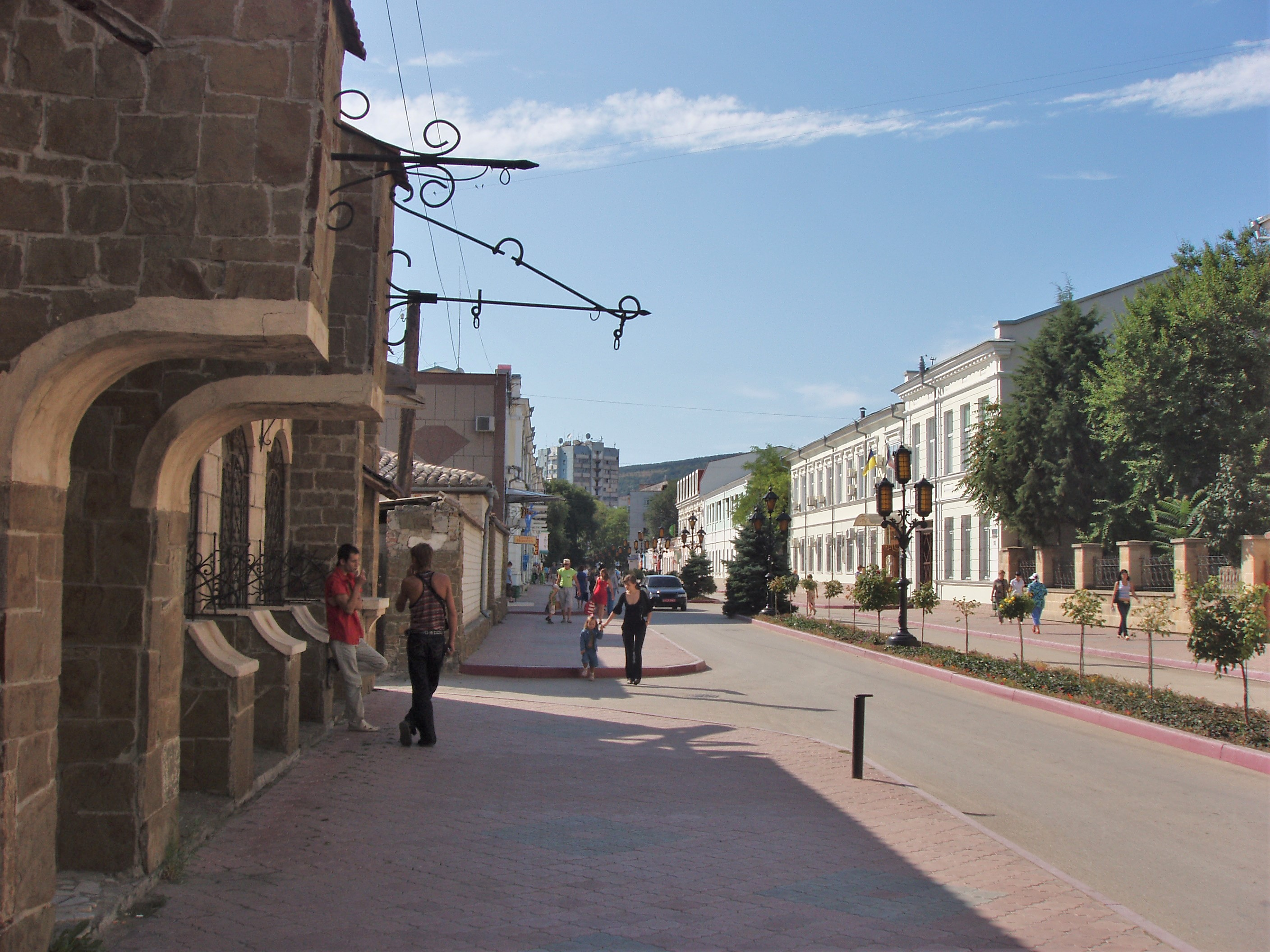
Улица Земская, вид в сторону Тепе-Оба

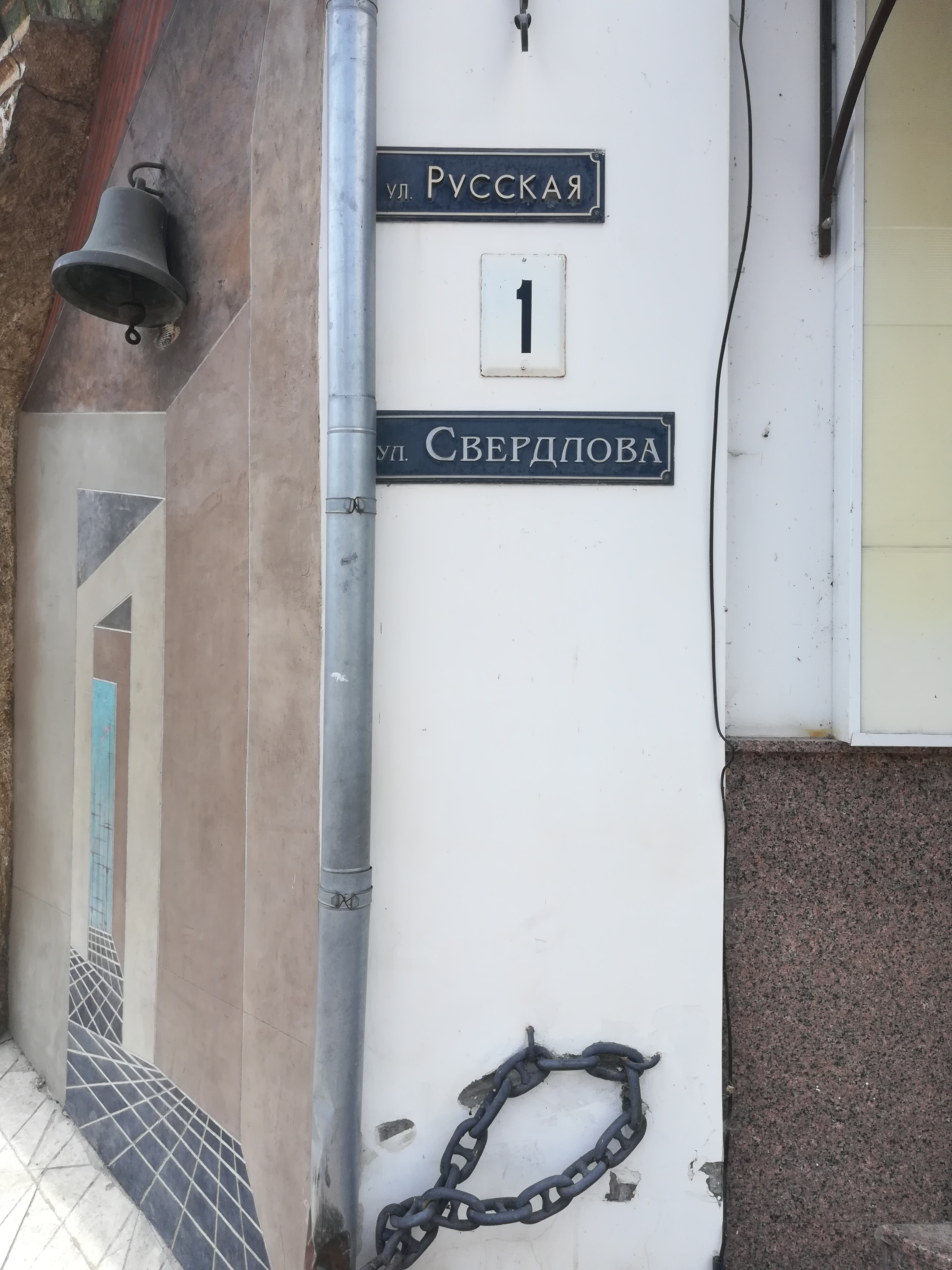
Угол двух улиц

Извилистые и крутые улицы исторической части города, расположенной на отрогах хребта Тепе-Оба, местами ещё напоминают старый её облик. Новый центр, отстроенный в послевоенное время на бывшей окраине Феодосии XIX века, имеет прямоугольную планировку, нарушаемую лишь Пейзажной горкой. Центральные улицы Феодосии нешироки, основное дерево в этой части города — робиния ложноакациевая. В новых районах, отстроенных в 1970—1980-е годы, широкие магистральные улицы обсажены рядами тополей и каштанов. Густые зелёные полосы, идущие по нечётной стороне Симферопольского шоссе и по чётной стороне улицы Крымской, являются настоящими скверами с разнообразным составом дендрофлоры.
В 1998—2008 годах некоторым улицам Феодосии возвращены исторические названия (Земская, Адмиральский бульвар — бывшие Карла Либкнехта и Розы Люксембург, соответственно), другим присвоены новые, теснее прежних идеологизированных названий связанные с историей города (проспект Айвазовского, улица Богаевского).

### Парки и скверы

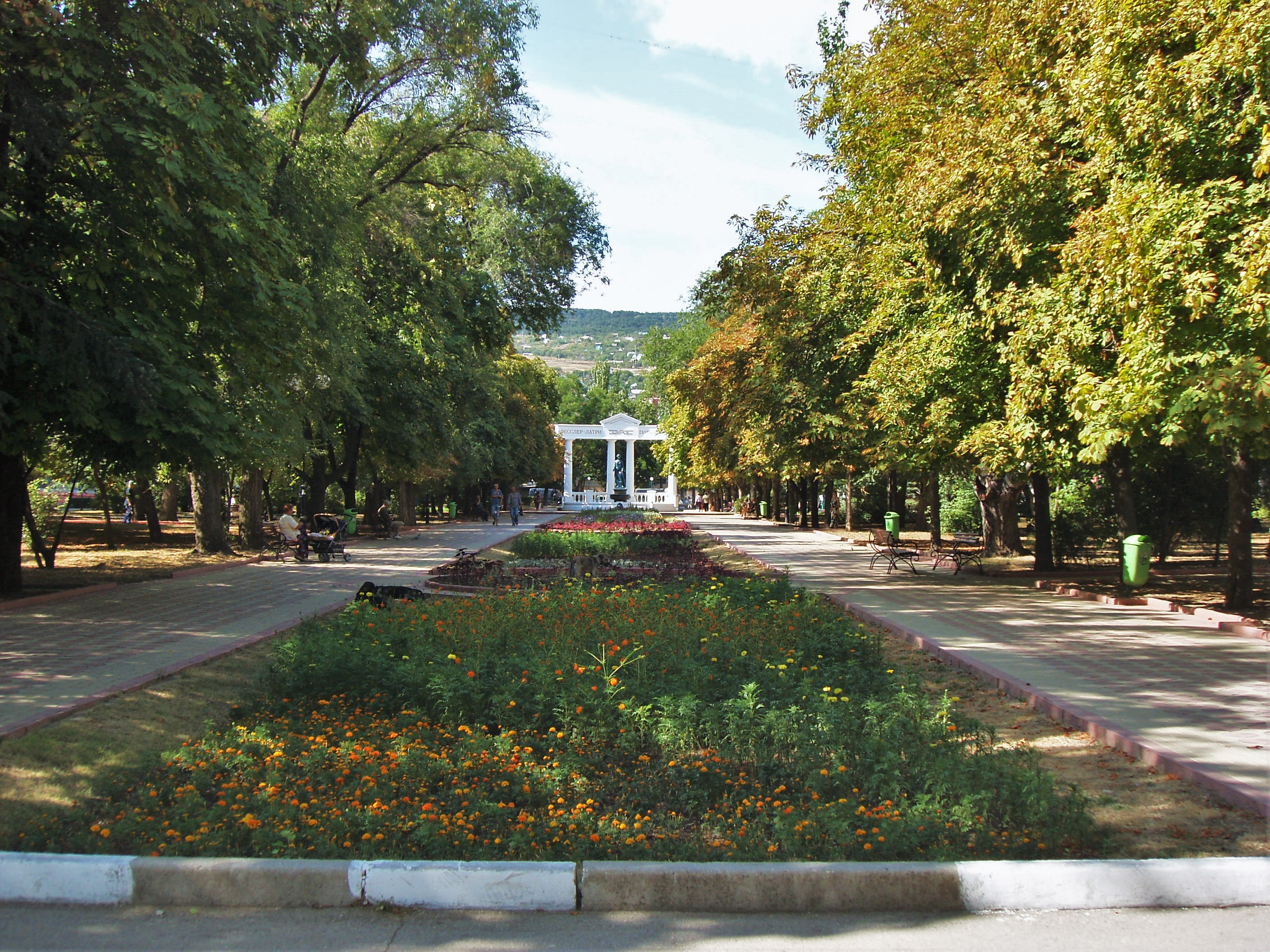
Юбилейный парк с фонтаном Доброму гению

- Юбилейный парк расположен по обе стороны пешеходной части улицы Горького. В парке расположены генуэзская башня св. Константина, городская доска почёта, фонтан Айвазовского, посвящённый дару преподнесённому им Феодосии — субашской воде, вечный огонь и мемориальный комплекс героев Великой Отечественной войны, фонтан Доброму Гению, в форме классической аллегории изображающий жену И. К. Айвазовского.
- Морсад или Матросский сад — один из старейших городских парков, расположенный на месте невольничьего рынка османских времён.
- Аллея героев — платановая аллея по улице Горького. Срединная часть улицы Горького, поднятая на полутораметровое возвышение, является мемориальным комплексом «Аллея героев» с портретами феодосийцев — героев Крымской (1854—1856 г. г.) и Великой Отечественной войн.
- Комсомольский парк — парк в северной части города, самый обширный из всех. В нём расположен детский городок, имитирующий руины древнего поселения с камнем, повествующим об истории города и мемориальный комплекс со стелой, посвящённые воинским частям — участникам боёв за Феодосию[80].
- Сквер Пушкина — небольшой сквер между Земской улицей и проспектом Айвазовского, в котором расположен памятник А. С. Пушкину, некогда посетившему Феодосию.
- Парк санатория министерства обороны — обширный парк, расположенный на закрытой от глаз прохожих территории санатория, также связан с именем русского поэта-классика — здесь располагался дом Броневского, в котором останавливался на ночь, направляющийся в Гурзуф Пушкин. Среди ветвей деревьев скрыт Пушкинский грот.

### Архитектура

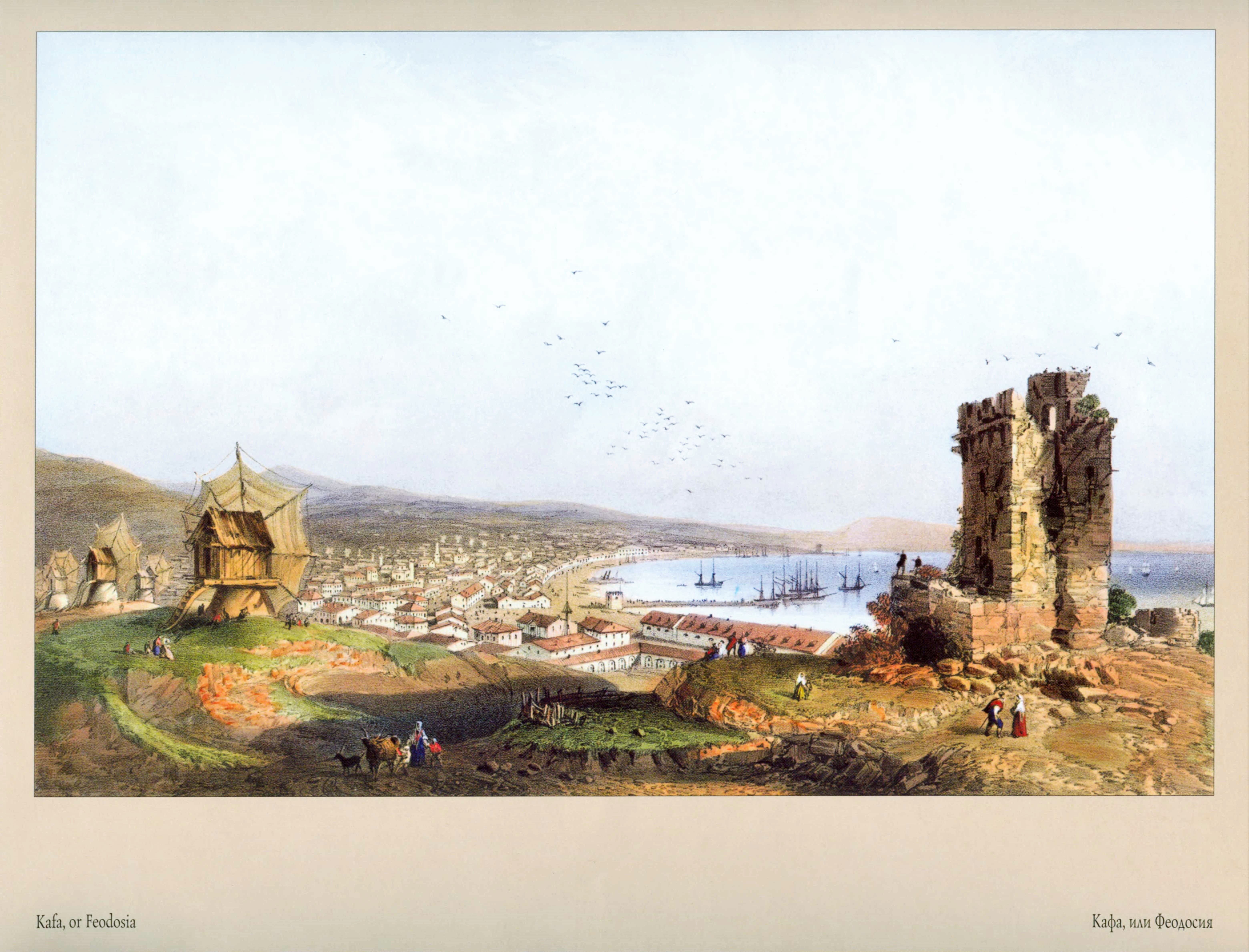
Карло Боссоли. «Феодосия», 1856.

Феодосия, живущая свой 26-й век, смогла сохранить не так много старинных зданий — огромный ущерб, нанесённый войной, не восполнен до сих пор. Даже спустя без малого семьдесят лет на кладке генуэзских башен можно различить следы войны. Башни и стены крепости, въездные ворота цитадели и мост — памятники архитектуры XIV—XV веков, наследие генуэзского периода истории города. Исторические армянские и греческие церкви датируются тем же временем. К османскому периоду относится барбакан у башни святого Константина, мечеть и турецкие бани.
Периодом истинного расцвета города стала последняя четверть XIX — первые 15 лет XX века. С появлением возможности приезда в город с помощью железнодорожного транспорта и пассажирских судов Феодосию начинают посещать представители богатейших торговых фамилий Российской империи, цвет её интеллигенции. К этому периоду относятся здания Картинной галереи Айвазовского (комплекс, состоящий из первоначальной прижизненной галереи, дома художника и его сестры), вилл проспекта Айвазовского, здания краеведческого музея, гостиницы Астория, гидрометцентра (за спиной памятника Назукину), банка на улице Горького, финансовой академии, Дома офицеров Флота, водонапорная башня «Белый Бассейн». Часть из названных зданий сохранилась не полностью: Дом офицеров флота был перестроен из Феодосийской синагоги, а гидрометцентр и банк на Горького претерпели существенные изменения при реконструкции.

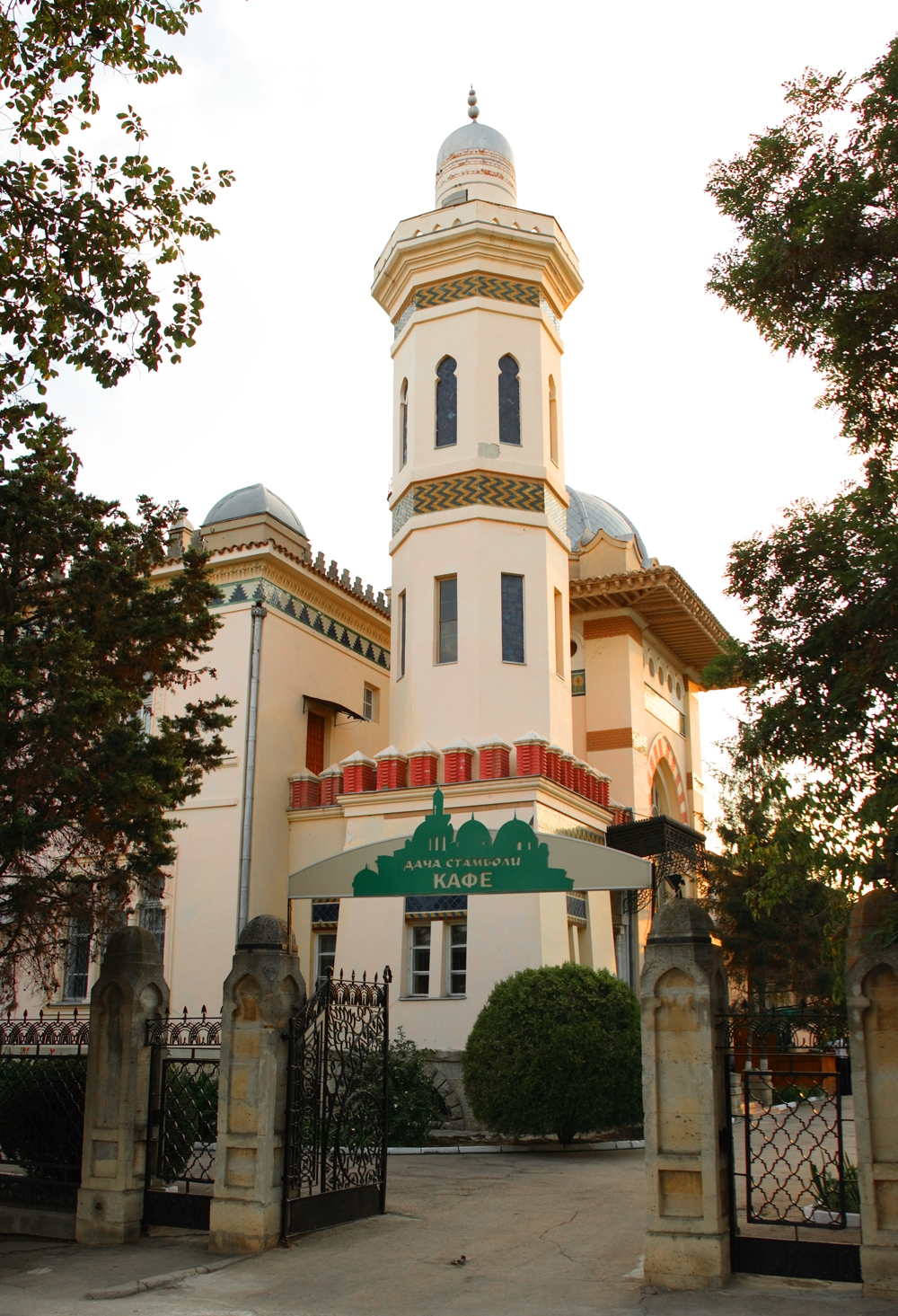
Дача Стамболи

Основные виллы Екатерининского проспекта (проспекта Айвазовского):
- «Генуэзская гостиница» — Феодосийский музей древностей
- Дом и картинная галерея Айвазовского — Национальная картинная галерея имени И. К. Айвазовского
- Особняк-вилла «Виктория» Абрама Ароновича Крыма
- Дача «Милос» Ибрагима Самойловича Крыма
- Дача «Вилла» А. А. Крыма
- Дача «Флора» Т. А. Абрамова
- Дача «Аида» Н. Б. Ратгауза
- Дача Стамболи — здание с минаретами у моста над железной дорогой
- Дача А. С. Суворина — разрушена, сейчас «Суворинские камни» и «Ай-Петри»[100]

Среди построек XX—XXI веков выделяются:
- Железнодорожный вокзал. 1956 г. Архитектор М. И. Зарайский[101].
- Детская музыкальная школа № 1 (бывший горком партии)
- Кинотеатр «Крым»
- Средняя школа № 1 с колоннадой
- Здание нового узла связи («Укртелеком»)
- Гостиница «Лидия»
- Высотные корпуса санатория министерства обороны
- Гостиница «Алые паруса»
- 12-этажное белое здание научной базы «Ай-Петри»
- Красное здание политехникума

### Культовые сооружения
| - Мечеть Муфти-Джами - Церковь Всех Святых - Церковь Св. архангелов Михаила и Гавриила - Караимская кенасса, 1856, из альбома Карло Басолли |

#### Действующие
- Храм Иверской иконы Божией Матери (бывш. армянская церковь Иоанна Предтечи, сейчас церковь УПЦ)
- Мечеть Муфти-Джами
- Сурб Саркис (армянский храм)
- Введения во храм Пресвятой Богородицы
- Церковь Всех Святых (построена в 1880-е годы, разрушена в 1960-е годы, восстановлена к 2004 году)
- Казанской иконы Божией Матери — кафедральный собор Феодосийской епархии УПЦ МП
- Святой Великомученицы Екатерины
- Церковь Святого Георгия УПЦ МП, ранее армянский храм

#### Недействующие средневековые храмы[102]
- Св. Стефана (армянский храм)[103], известен также как церковь святого Димитрия Солунского
- Церковь Святого Георгия (греческий храм)
- Св. Иоанна Богослова (армянский храм)[104]
- Храм архангелов Михаила и Гавриила (армянский храм)

#### Разрушенные
- Собор Александра Невского[105]
- Мечеть Биюк-Джами[106]
- Феодосийская кенасса
- Феодосийская синагога — перестроена в Дом офицеров флота[100].
- Армянская церковь в Двуякорной бухте[107]

### Достопримечательности
- Отдельные башни (Св. Константина, Доковая, Круглая, Фомы), стены и ворота генуэзской крепости;
- Фонтан Айвазовского, сооружённый по проекту и на средства художника в 1888 году[108];
- Фонтан «Доброму гению»;
- Фонтан памяти Казначеева;
- Армянский фонтан;
- Грот Пушкина.
- Памятники, относящиеся к периоду Великой Отечественной войны:
  - указ о награждении Феодосии орденом Великой Отечественной войны I степени;
  - памятные знаки, посвящённые юбилеям победы;
  - аллея героев на улице Горького (бывшей Итальянской);
  - мемориальные комплексы у Вечного огня и в Комсомольском парке.

| |  |                                                            |  |                     |
| Церковь во имя Введения во храм Пресвятой Богородицы, старейшее здание города, начало строительства — VIII—IX века |  | Генуэзская крепость и церковь Иоанна Предтечи, XIV—XV века |  | Фонтан Айвазовского |

### Памятники

Памятник «Феодосия — Айвазовскому»

- И. К. Айвазовскому — бронзовый памятник, установленный в 1930 году на гранитном постаменте перед морским фасадом картинной галереи[21]. Скульптор И. Я. Гинцбург.

- А. С. Пушкину в сквере Пушкина.

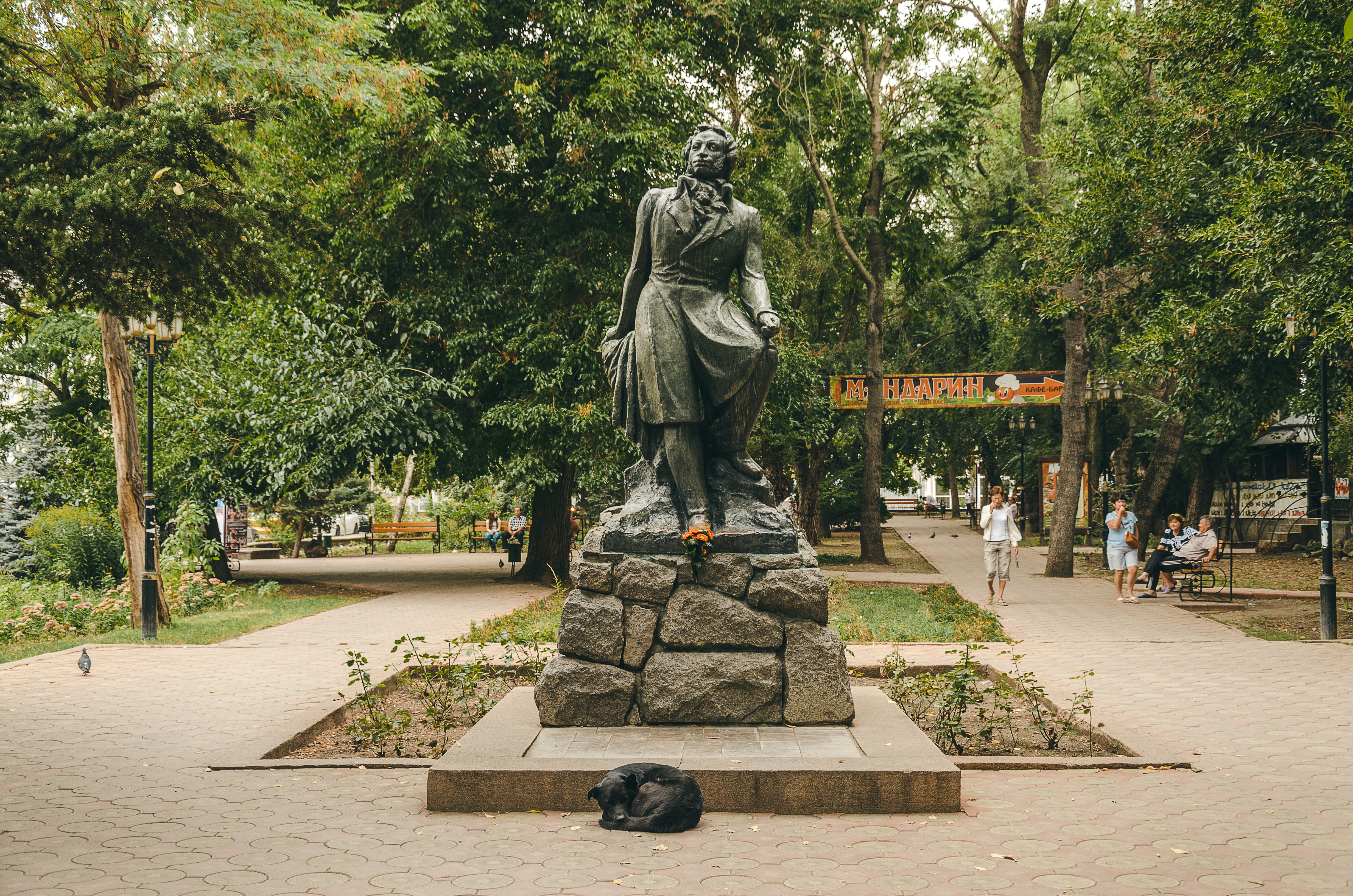
Памятник Пушкину

- Бюст контр-адмирала Соковнина в начале Адмиральского бульвара.
- Фонтан-памятник «Доброму Гению» и арка с нанесёнными именами художников Киммерийской школы в Юбилейном парке.
- Андрею Первозванному в сквере у Казанского собора.
- Афанасию Никитину, проезжавшему через Кафу (Феодосию)осенью 1474 году во время возвращения из Индии, находится недалеко от стен генуэзской цитадели.
- Феодосийскому десанту — скульптурная композиция в несколько раз выше человеческого роста, состоящая из фигур матроса и пехотинца (архитектор С. Миргородский).
- Аллея героев — бюсты феодосийцев — героев Крымской (1854—1856 г. г.) и Великой Отечественной войн; улица Горького.
  - бюст контр-адмирала Сергея Николаевича Котова;
  - бюст вице-адмирала Виктора Матвеевича Микрюкова (1807—1875)
  - бюст генерал-лейтенанта Александра Васильевича Преснякова;
  - бюст капитана 1 ранга Льва Андреевича Ергомышева;
- бюст командарма 1-го ранга (1938), участника Гражданской войны Ивана Фёдоровича Федько (установлен в Комсомольском парке по улице Федько)

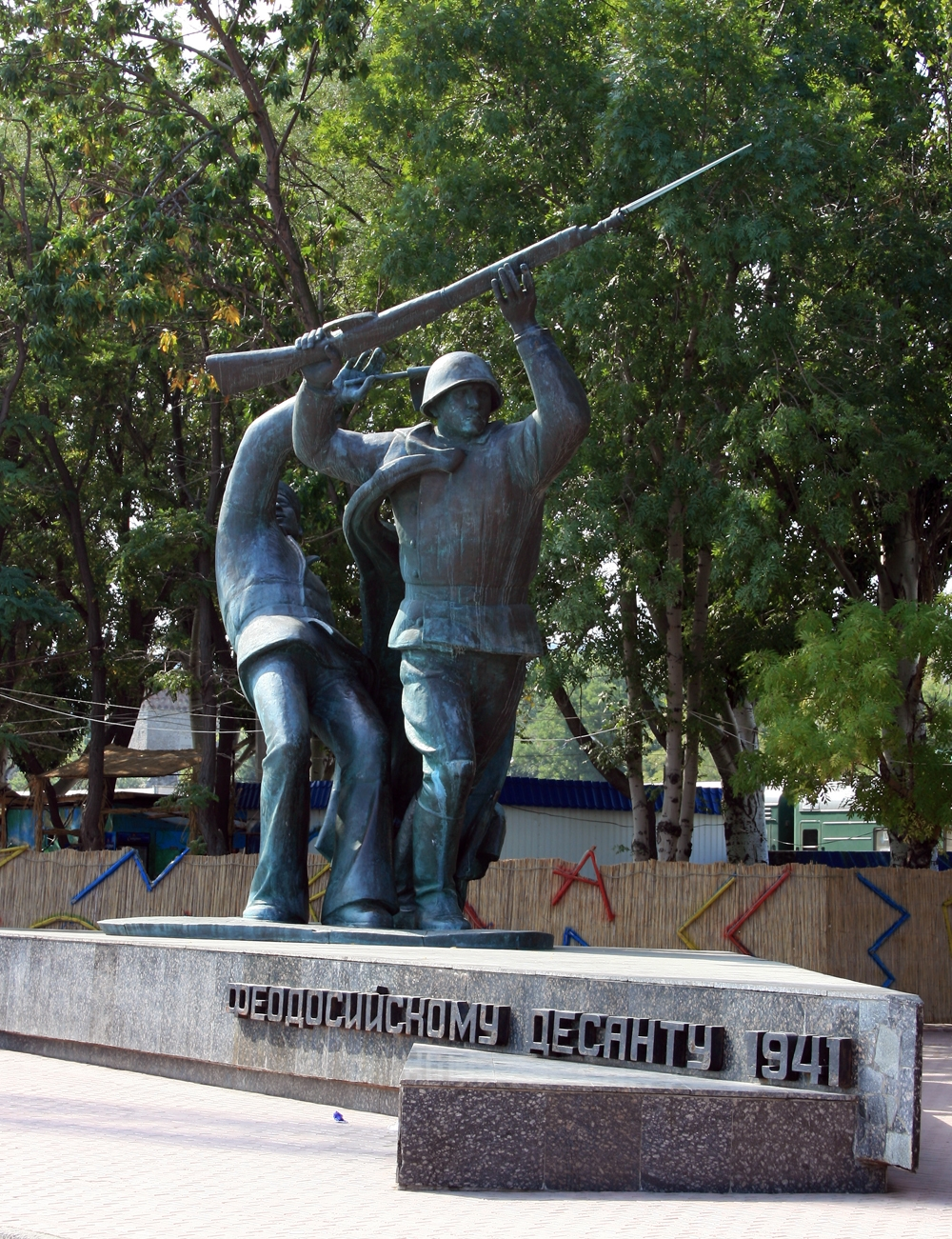
Памятник участникам Феодосийского десанта

- Витязям морских глубин — стела, украшенная рельефным изображением подводной лодки. Находится в центре мемориального комплекса «Аллея героев», установлена в 2006 году в честь 100-летнего юбилея подводного флота.
- Вите Коробкову, пионеру-партизану — поставлен на собранные пионерской организацией УССР средства; улица Горького
- Врачу Довженко рядом с поликлиникой торгового порта; улица Горького.
- Героям — подводникам — рядом с въездом в военный порт; через дорогу от предыдущего.
- Комплекс с якорями в Морсаду — морякам-героям.
- Назукину — революционному деятелю Черноморского флота; напротив лица «Доброго гения» на обширном постаменте памятника Александру III.
- Скульптурная композиция у Дома офицеров флота — «матрос на страже»; улица Галерейная.
- Чернобыльцам в сквере напротив кинотеатра «Украина».
- Воинам-интернационалистам («афганцам») на боковой аллее Комсомольского парка.
- Памятник жертвам большевистского террора.
- Памятники Ленину на Привокзальной площади и в парке гостиницы «Алые паруса».

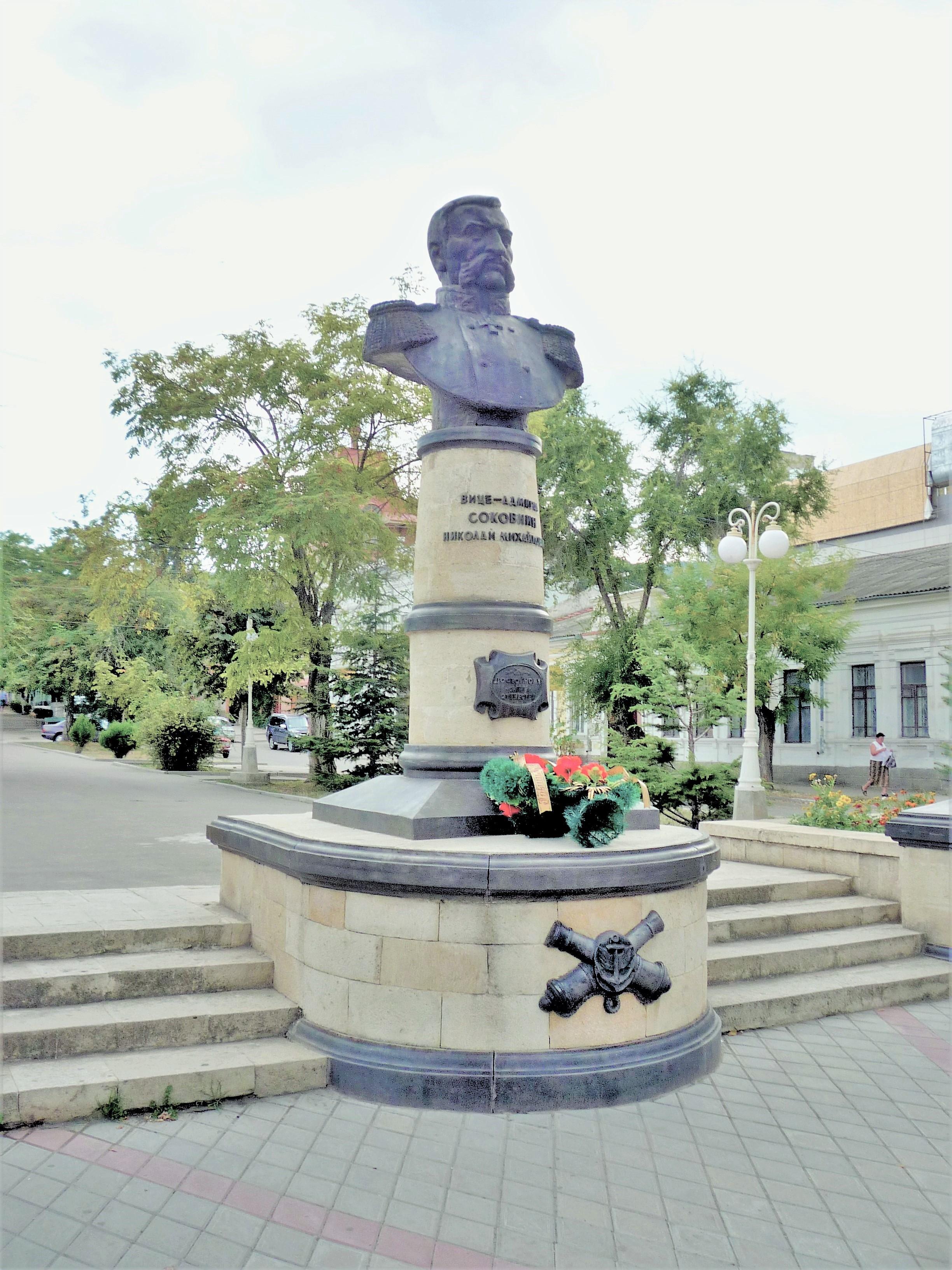
Памятник вице-адмиралу Соковнину Николаю Михайловичу

- Памятник и арка «Феодосии и феодосийкам» расположены на месте, ранее занятом Пушкой (зенитным орудием — памятником феодосийскому десанту).
- Чаша примирения на перекрёстке ул. Крымской и Симферопольского шоссе, находится на месте, первоначально предназначавшимся для памятника Андрею Первозванному.
- Депортированным гражданам — в сквере между музеем Грина и Домом офицеров флота.
- Малые скульптурные формы в скверах и парках — персонажи древнегреческой мифологии.
- Памятник Петру Котляревскому на набережной неподалёку от Картинной галереи (2020 г.)[109].

## Медицина
Сложная организационно-территориальная структура здравоохранения в Феодосийском горсовете постоянно меняется из-за переводов различных больничных отделений из посёлков в город, из одного здания в другое, ниже приведён список зданий, относящихся к сфере здравоохранения:
- Городская больница (Корабельная ул., 33)
- Детская больница (ул. Грина, 25)
- Украинский/Российский госпиталь (проспект Айвазовского, 8)
- Роддом (проспект Айвазовского, 51)
- Медицинский центр Здоровье (коммерческая клиника) (ул. Крымская, 1а)

### Курортные учреждения
Крупнейшими санаторно-курортными учреждениями города являются:
- Детский санаторий «Волна»
- «Санаторий „Восход“» — санаторий, которому принадлежат виллы на проспекте Айвазовского
- Феодосийский центральный военный клинический санаторий
- «Феодосия»
- «Золотой Пляж»

## Наука
К 1991 году Феодосия была центром наукоёмкого машиностроения, здесь располагались научно-исследовательские институты кораблестроительного, военно-морского, военно-воздушного, геологоразведочного, приборостроительного, гидроакустического, эколого-биологического профилей. После стремительной «демилитаризации» 1990-х годов Феодосия во многом утратила свои научные учреждения. На данный момент существуют:
- НИИ аэроупругих систем (сейчас занимается в основном спортивным воздухоплаванием — воздушными шарами и парашютами);
- Конструкторско-технологическое бюро «Судокомпозит»;
- Научный производственный испытательный центр «Ай-Петри»,
- ГАНИЦ ВВС Украины — Государственный авиационный научно-исследовательский центр военно-воздушных сил Украины, недавно преобразованный в общевойсковой (в посёлке Приморский);
- Научные и испытательные подразделения ЧФ РФ, расположенные в Феодосии и Приморском;
- Карадагская биологическая станция (территория Карадагского природного заповедника, рядом с посёлком Курортное.

### Образование
На территории Феодосийского горсовета расположены 23 государственных школы, первые 20 имеют сквозную нумерацию, Коктебельская, Щебетовская и Наниковская номеров не имеют. Собственно в городе находятся 11 из них: 1-я (с углублённым изучением французского языка), 2-я (с углублённым изучением английского языка), 5-я (гимназия), 14-я (общегуманитарный профиль) и 17-я (математический профиль); Относительно крупными являются также школы 4, 9, 10, 13; к небольшим можно отнести 3 и 19 школы.
Эстетическое воспитание молодёжи осуществляется в первой и второй музыкальных школах, художественной школе и её филиале, Феодосийском Центре детского творчества; научная работа школьников ведётся в центре «Интеллект», являющимся базой феодосийских секций Малой академии наук Крыма «Искатель».
В городе расположены школа для слабослышащих, детский дом и школа-интернат. Среднеспециальное образование представлено Феодосийским политехникумом и Феодосийский филиалом Керченского судномеханического техникума Керченского морского технологического института (в Приморском). Высшие — частной «Феодосийской финансовой академией» III уровня аккредитации, филиалами и представительствами ВУЗов других городов (Восточноукраинского Национального университета им. В. Даля (Луганск), Национального университета кораблестроения им. Адмирала Макарова (Николаев), Таврического национального университета им. В. И. Вернадского (Симферополь) — закрыт в 2008 году).

### Гидрография
Обширный Феодосийский залив (в широтном направлении 13 км, в долготном — 31 км) имеет собственное круговое течение, постоянно обновляющее воду у побережья. У входа глубина залива составляет 20—28 метров, чего достаточно для приёма сухогрузов и танкеров большого водоизмещения. Подход к порту осуществляется по фарватерам и рекомендованным путям, содержащим прорытые уже в самой бухте Феодосийской глубоководные каналы. Построенный в послевоенное время небольшой нефтяной причал в районе устья реки Байбуги, к 90-м годам прошлого века пришёл в непригодное к эксплуатации состояние и был разобран. Проект строительства гигантского нефтепирса был отвергнут ещё в советские времена по экологическим соображениям: последствия строительства пирса могли бы привести к остановке рециркуляции вод залива и прекращения его естественного самоочищения. Работы по перевалке нефтепродуктов с морскими танкерами осуществляются без подхода последних непосредственно к берегу. Современный уровень нефтеперевалочного оборудования позволяет Феодосийской нефтебазе работать без экологического ущерба для акватории залива.
Непосредственные окрестности Феодосии крайне бедны реками. Постоянно существует лишь немноговодная в летний период река Байбуга, берущая исток северо-западнее города. В городской черте её значительно подпитывают многочисленные ливнёвки источников и грунтовых вод районов частного сектора с канализационными стоками. Многие улицы старой части города, радиально расположенные к заливу, первоначально являлись мелкими пересыхающими речками и ручьями, значительно наполняющимися водой в период таяния снегов на склонах горы Тепе-Оба, и в летние ливни. Позднее все эти речки были заключены под улицы города, и теперь с переменным успехом являются ливневой канализацией. Вот наиболее значительные из них. В районе и под современной улицей Дзержинского течёт речка, впадающая в залив за защитным молом Феодосийского порта. Под частью улицы Розы Люксембург (Адмиральским бульваром), от средней школы № 1 в сторону Башни Константина и далее под набережной Десантников закрыт крепостной ров, с протекающей по нему речкой. Под современной улицей Галерейной протекает речка, которая в позапрошлом веке отделяла город, находившийся южнее, от сельскохозяйственных предместий и дач.
Небольшие временные водотоки существуют в районе мысов Ильи и Феодосия. 

## Спорт
В городе и его окрестностях проводятся соревнования по автоспорту, велоспорту, планерному спорту. Соревнования по дельтапланеризму и парапланеризму проходят на горе Клементьева между городом Феодосия и поселком Коктебель при участие Центр планерного спорта «Коктебель».
Начиная с 1998 года в Феодосии проводится ежегодный международный турнир по художественной гимнастике «Грации-Киммерии», на который съезжаются лучшие спортсмены этого вида спорта России, Беларуси, Эстонии и других стран.

#### Футбол
В Феодосии имеется футбольный клуб Кафа, проводящий игры на стадионе «Кристалл» имени Владимира Александровича Шайдерова (мэра города Феодосии в 1998—2008 гг.). Из истории феодосийского футбола известно, что в первой группе чемпионата Крыма в 1967 году участвовали феодосийский «Авангард» и щебетовский «Коктебель», в первых играх Второй лиги Украины участвовала феодосийская команда «Море», в 2007 году ФК «Кафа» занял 3-е место в чемпионате Крыма. Среди футбольных команд проводятся регулярные соревнования — летнее и зимнее первенства, а также Кубок города. Открытый зимний чемпионат Феодосии по футболу — основное футбольное соревнование г. Феодосии. Обладателем Кубка 2010 года и победителем Открытого зимнего чемпионата города сезона 2009/2010 является СК «Вымпел» спортивной общественной организации «Вымпел-Феодосия».

## Галерея

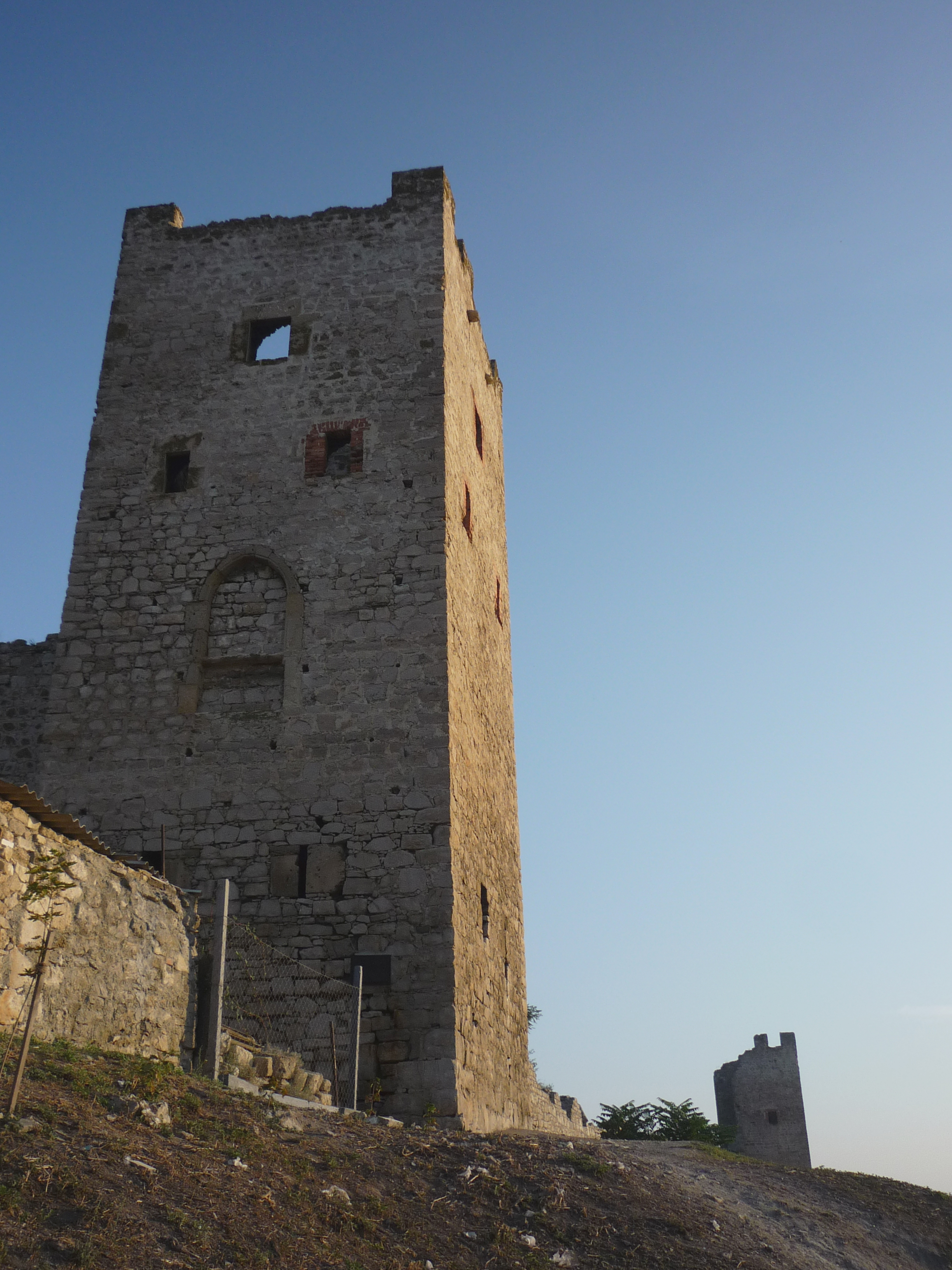
Одна из башен Генуэзской крепости
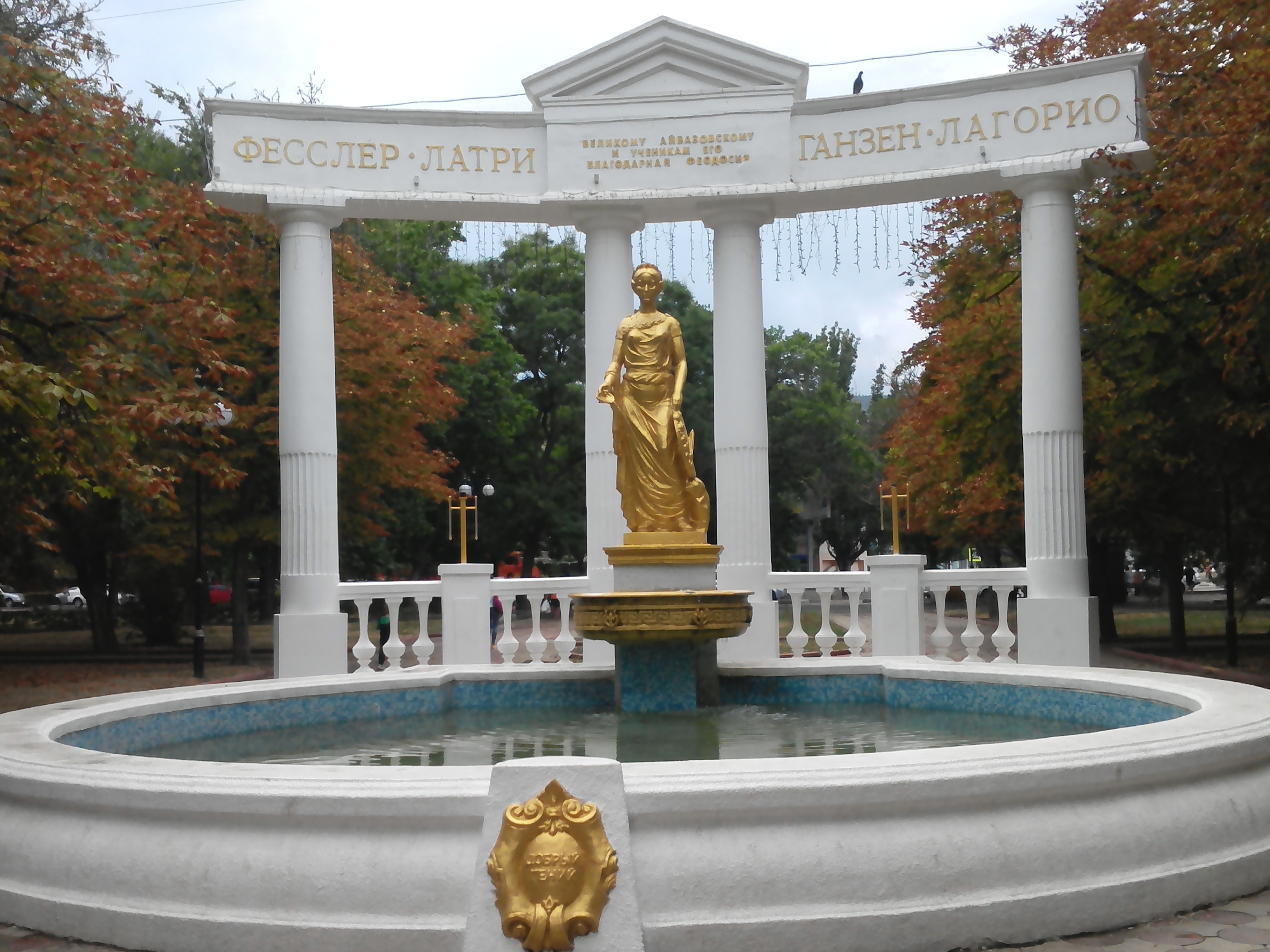
Фонтан в память об И.К.Айвазовском
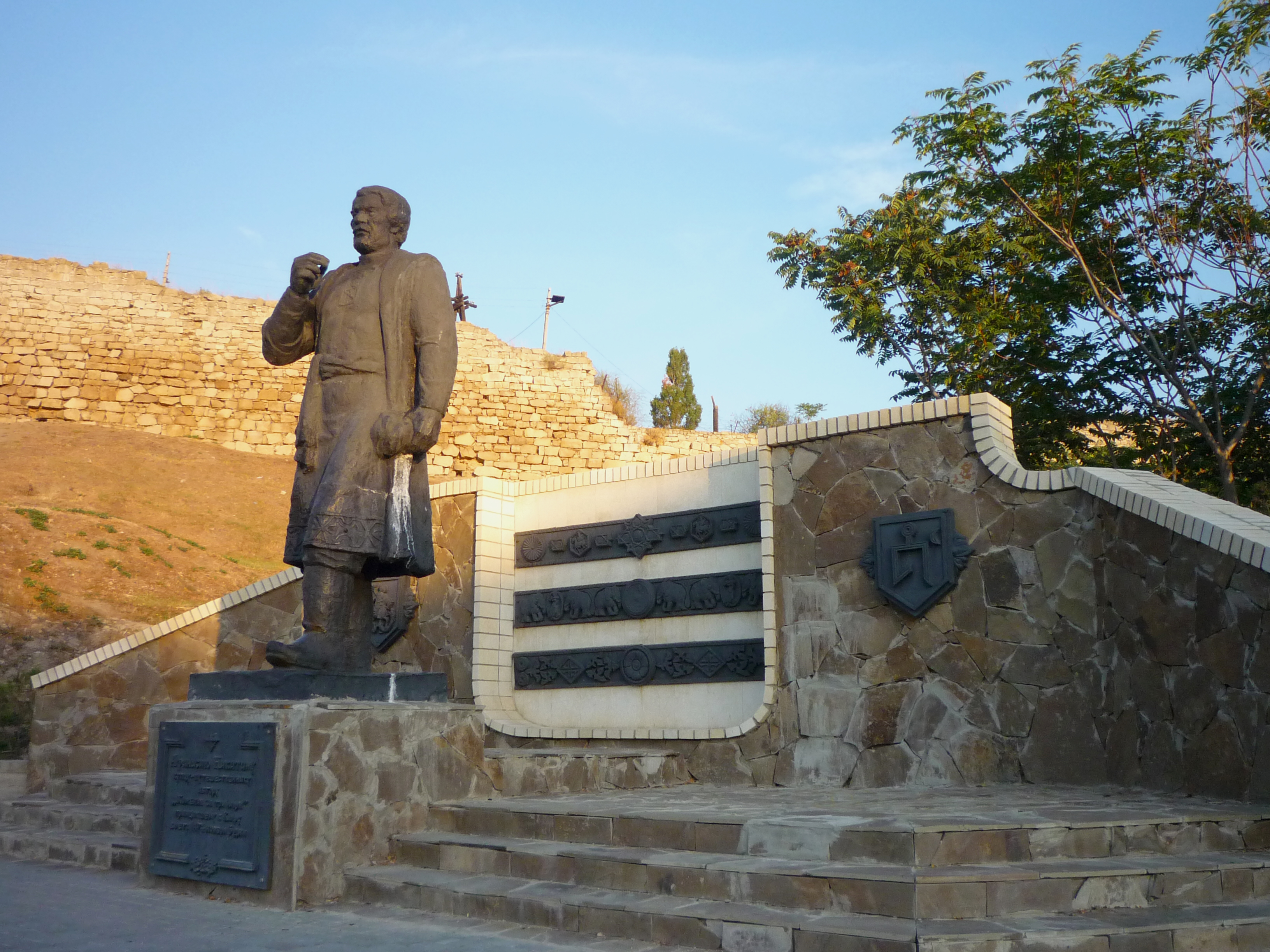
Памятник Афанасию Никитину
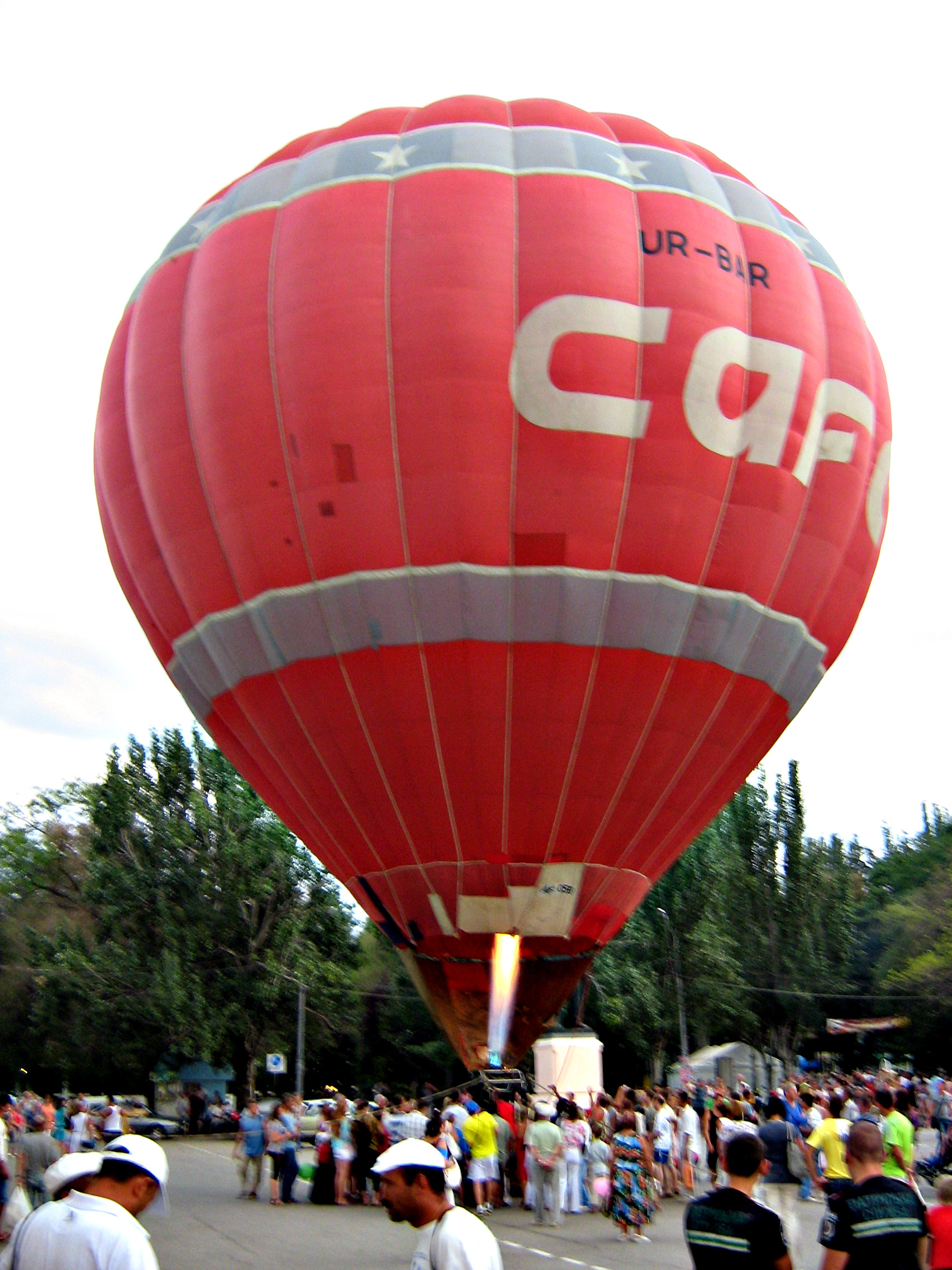
День города.
Памятник жертвам аварии на ЧАЭС
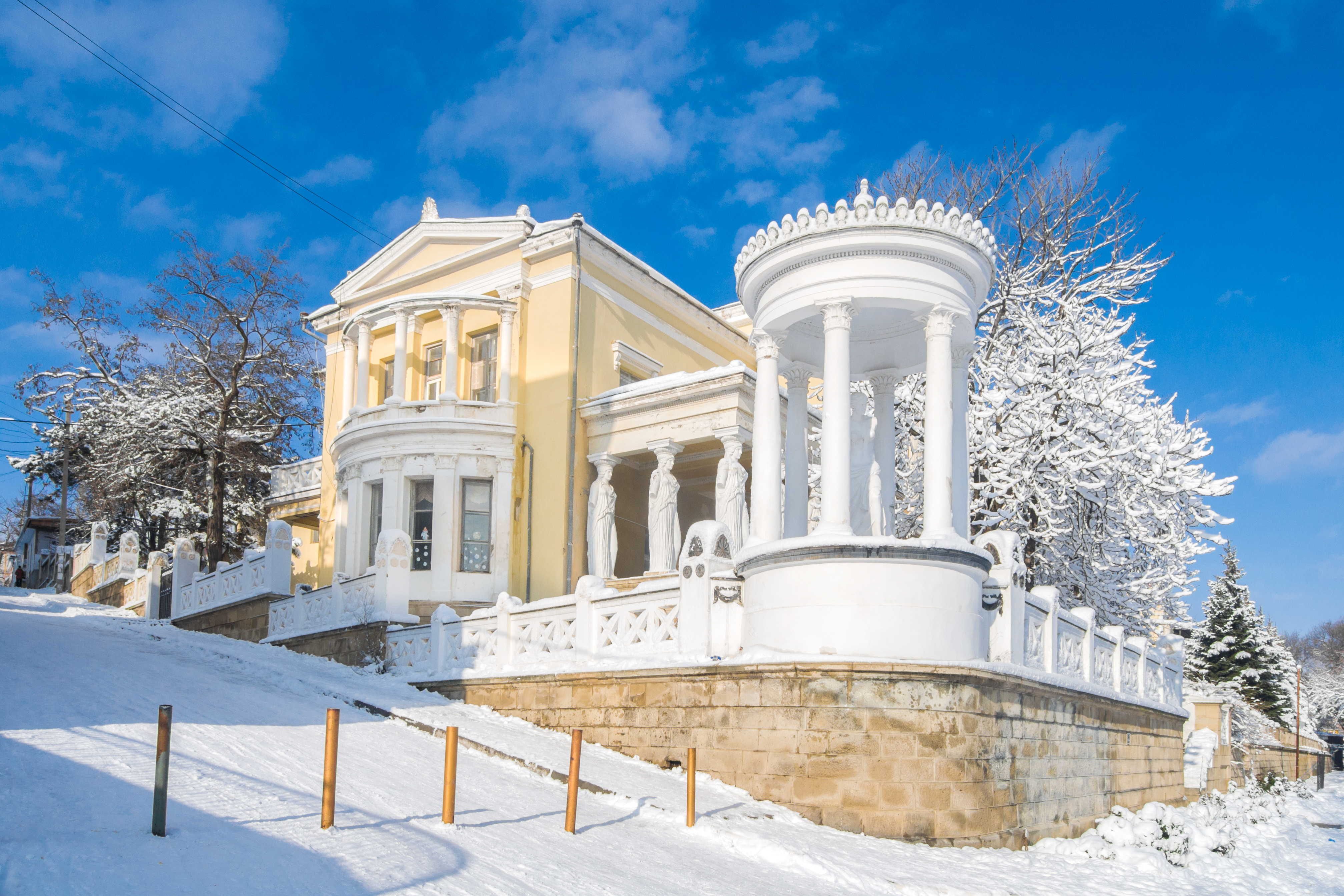
Дача «Милос» на проспекте Айвазовского
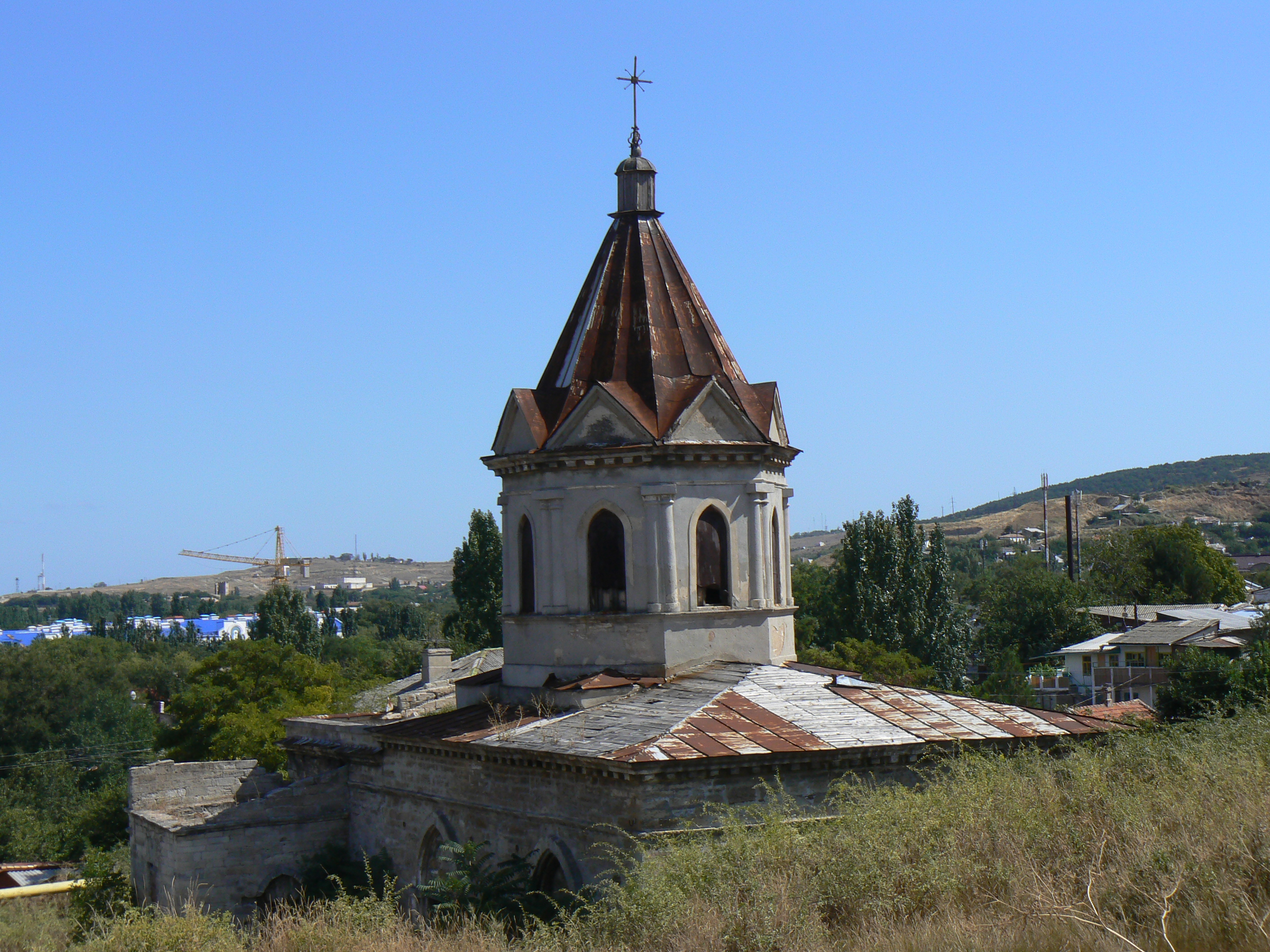
Армянский храм Георгия Победоносца

## Символика

### Флаг
Решением 30-й сессии городского совета 5-го созыва от 30 июня 2005 года был утверждён флаг города Феодосии: «Прямоугольное полотнище с соотношением сторон 2:3 с красной, белой шиповидной, синей шиповидной, белой шиповидной и синей горизонтальными полосами, с соотношением их ширины как 72:3:2:3:20. В центре красной полосы герб Феодосии (высота герба составляет 1/2 ширины флага)». Автор Малышев С. И..
В 2016 году избранный после аннексии Крыма I созыв Феодосийского горсовета своим решением N 567 от 29 апреля 2016 года отменил флаг 2005 года и утвердил вместо него флаг городского округа:

Прямоугольное полотнище с отношением ширины к длине 2:3, состоящее из трёх горизонтальных полос: синего (вверху, шириной 4/6 ширины полотнища), белого (шириной 1/6 ширины полотнища, выщербленной по верхнему краю) и красного цветов, в центре которого вверху — цветной государственный орёл Российской империи (образец «второго типа» 1830-х годов), внизу — стоящая на красной полосе круглая зубчатая башня красного цвета, мурованная чёрным цветом, с закрытыми воротами и — над ними — крестообразным окном чёрного цвета; из-за башни от рдевка возникает на треть (до передней мачты) парусный корабль белого цвета с убранными парусами..

### Герб
Герб Феодосии образца 2005 года представлял «собой щит, где в красном поле золотое солнце, появляющееся из-за шиповидного края, с девятью лучами. Вверху надпись — „Феодосия“». Синий край отделен серебряным шиповидным поясом, на котором узкий синий шиповидный пояс. Поверх всего серебряно-серая крепостная башня, на которой жёлтая гроздь винограда с одним зелёным листском. Под башней золотой адмиралтейский якорь, который частично наложен на её основание".
После аннексии Крыма Решением Феодосийского городского Совета N 567 от 29 апреля 2016 года прежний герб 2005 года был отменён и восстановлен исторический герб 1844 года как герб городского округа Феодосия:
В лазоревом поле, с выщербленной пересечённой серебром и червленью оконечностью, вверху — цветной государственный орёл Российской империи, внизу — поставленная на червлень в оконечности червлёная круглая зубчатая башня, мурованная чёрным, с закрытыми воротами и чёрным крестообразным окном над ними, из-за которого влево выходит на одну треть (до передней мачты) серебряный парусный корабль с убранными парусами.

Герб 2016 года официально зарегистрирован в Государственном геральдическом регистре РФ под № 11003.

## Города-побратимы
Ниже приведён список городов, между которыми установлены постоянные дружественные связи для взаимного ознакомления с жизнью, историей и культурой. Сотрудничество городов выражается в обмене делегациями, художественными и спортивными коллективами, выставками, литературой, кинофильмами, фотоматериалами о жизни городов и информацией об опыте ведения городского хозяйства.
- 1996 :  Харьков, Украина[Б 1]
- 1999 :  Самара, Россия[Б 2]
- 2002 :  Птолемаида, Греция[Б 2]
- 2002 :  Ставрополь, Россия[Б 2]
- 2002 :  Курск, Россия[Б 3]
- 2002 :  Донецк, Украина[Б 2][117]

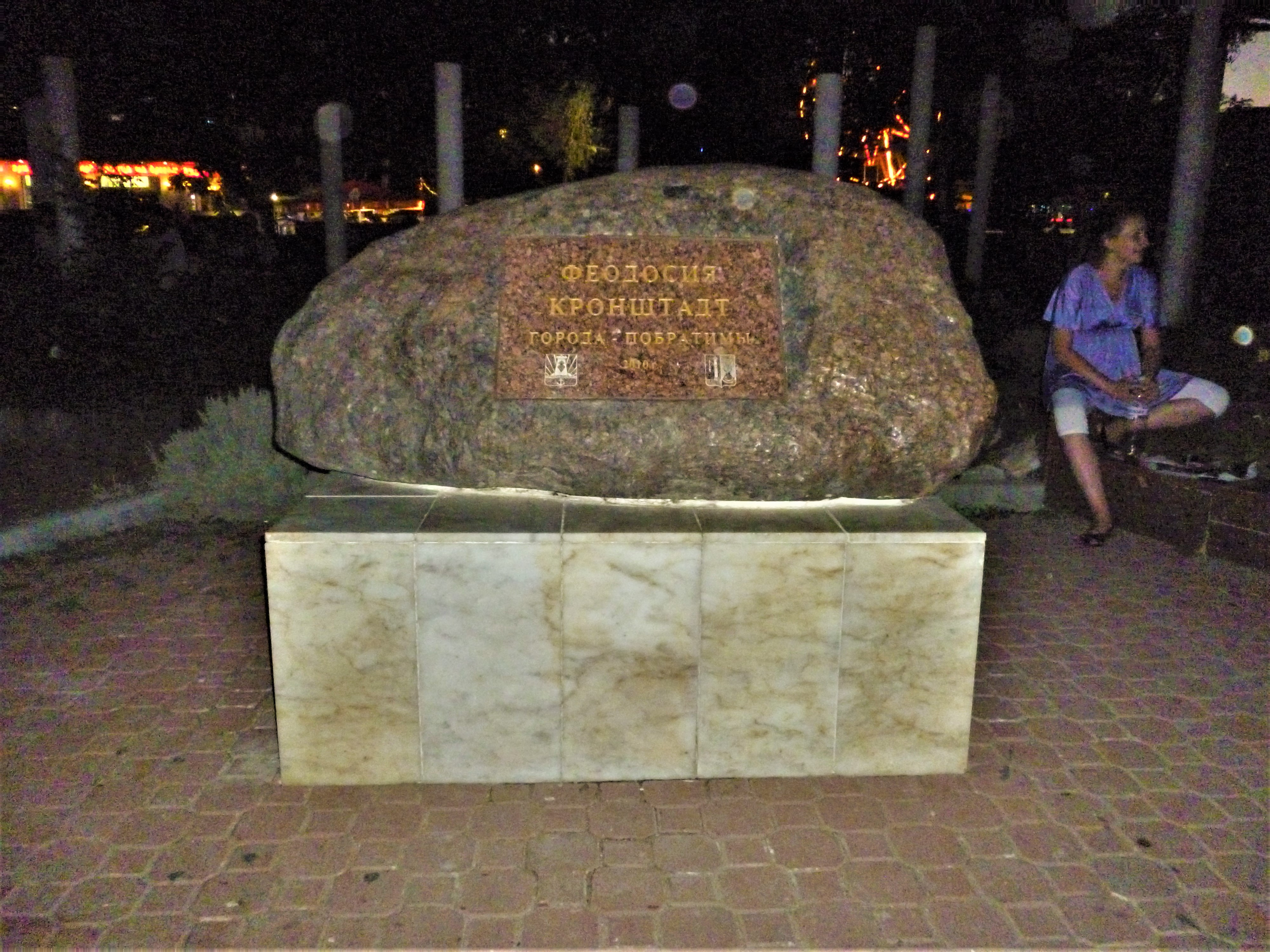
Монумент-валун, знак побратимских отношений между Кронштадтом и Феодосией

- 2003 :  Шевченковский район г. Киева, Украина[Б 4]
- 2003 :  Николаев, Украина[Б 2]
- 2003 :  Провинция Бергамо, Италия[Б 5]
- 2006 :  Азов, Россия[Б 2]
- 2007 :  Колобжег, Республика Польша[Б 6]
- 2007 :  Восточный административный округ г. Москвы, Россия[Б 7]
- 2008 :  Северодвинск, Россия[Б 8]
- 2008 :  Армавир, Армения[Б 6]
- 2010 :  Ашкелон, Израиль[Б 2]
- 2010 :  Кронштадт, Россия[118][Б 9][Б 10]
- 2011 : / Алушта, Россия/Украина[1][119]
- 2013 :  Армавир (в Краснодарском крае), Россия
- 2014 :  Ульяновск, Россия[Б 11]
- 2014 : Шадринск, Россия[120]
- 2014 : Каменск-Уральский, Россия[121]
- 2015 :  : Новочебоксарск, Россия[122]

- Щёлково, Россия

### Почётные граждане
- Первым почётным гражданином города стал И. К. Айвазовский. Городская Дума 14 января 1881 года присвоила ему это звание.
- Соломон Самойлович Крым — премьер-министр Крымского краевого правительства, учёный-агроном и филантроп, инициатор создания Таврического университета[источник не указан 932 дня].
- Самуил Авраамович Крым — городской голова Феодосии, член Таврической учёной архивной комиссии, педагог и отец С. С. Крым
- Иосиф Вениаминович Стамболи — русский торговец, меценат и благотворитель. Владелец крупнейшей табачной фабрики[источник не указан 932 дня].
- Степан Андреевич Санковский[123][нет в источнике].
- Пейсахович Давид Львович — командир батареи 44-й гвардейской пушечной артиллерийской бригады, 5-й ударной армии. Еврей. Член ВКП б с 1942 года. В Красной Армии с октября 1938 года. Участник Великой Отечественной войны с июня 1941 года. 30 апреля 1945 года представлен к званию Героя Советского Союза, но награждён орденом Красного Знамени.
- Барсамов, Николай Степанович — крупный художник, искусствовед, педагог. Второй после Айвазовского почётный гражданин Феодосии. Удостоен звания в 1962 году[124].
- Мокроус Иван Степанович — командир Феодосийского партизанского отряда в годы Великой Отечественной войны. Удостоен звания в 1966 году.
- Брынцева, Мария Александровна — Дважды Герой Социалистического труда, бригадир виноградарской бригады ордена Трудового Красного Знамени совхоз-завода «Коктебель». Удостоена звания в 1966 году
- Спиридон Спиридонович Коссич (Косич) — российский промышленник[источник не указан 932 дня].
- Дуранте Юлий Густавович — подпоручик Феодосийского Офицерского батальона, потомственный почётный гражданин г. Феодосии[источник не указан 932 дня].
- Пресняков, Александр Васильевич — Герой Советского Союза, генерал-лейтенант авиации.
- Бартенев А. В. — Феодосийский городской голова c 2008 по 2013 год. Присвоено в 2002 году.
- А. Довженко — врач-нарколог. Присвоено посмертно.
- Юрий Фёдорович Коломийченко — архитектор, краевед.
- Малышев, Степан Иванович — феодосийский художник. Присвоено в 2009 году[125].
- Николай Васильевич Старшинов — писатель. Легендарный офицер, капитан 1 ранга, Герой Советского Союза.
- Георгий Иванович Десюк — ветеран Великой Отечественной войны, участник Керченско-Феодосийской десантной операции 1941 года.
- Евгений Васильевич Костюк — Председатель исполкома Феодосийского городского совета народных депутатов (1982—1983), Председатель Феодосийского городского совета (исполкома) народных депутатов (1995—1997), Феодосийский городской голова (1997—1998)
- Горбачев Вениамин Яковлевич — Герой Советского Союза, генерал-майор, командир 383-й стрелковой дивизии, освобождавшей город от гитлеровских захватчиков. Его именем названа улица в городе Феодосии (1915—1985)[126].
- Иван Максимович Поддубный — российский и советский профессиональный борец, атлет и артист цирка.

## В астрономии
В честь Феодосии назван астероид (1048) Феодосия, открытый в 1924 году немецким астрономом Карлом Райнмутом